# Liste Münchner Brunnen

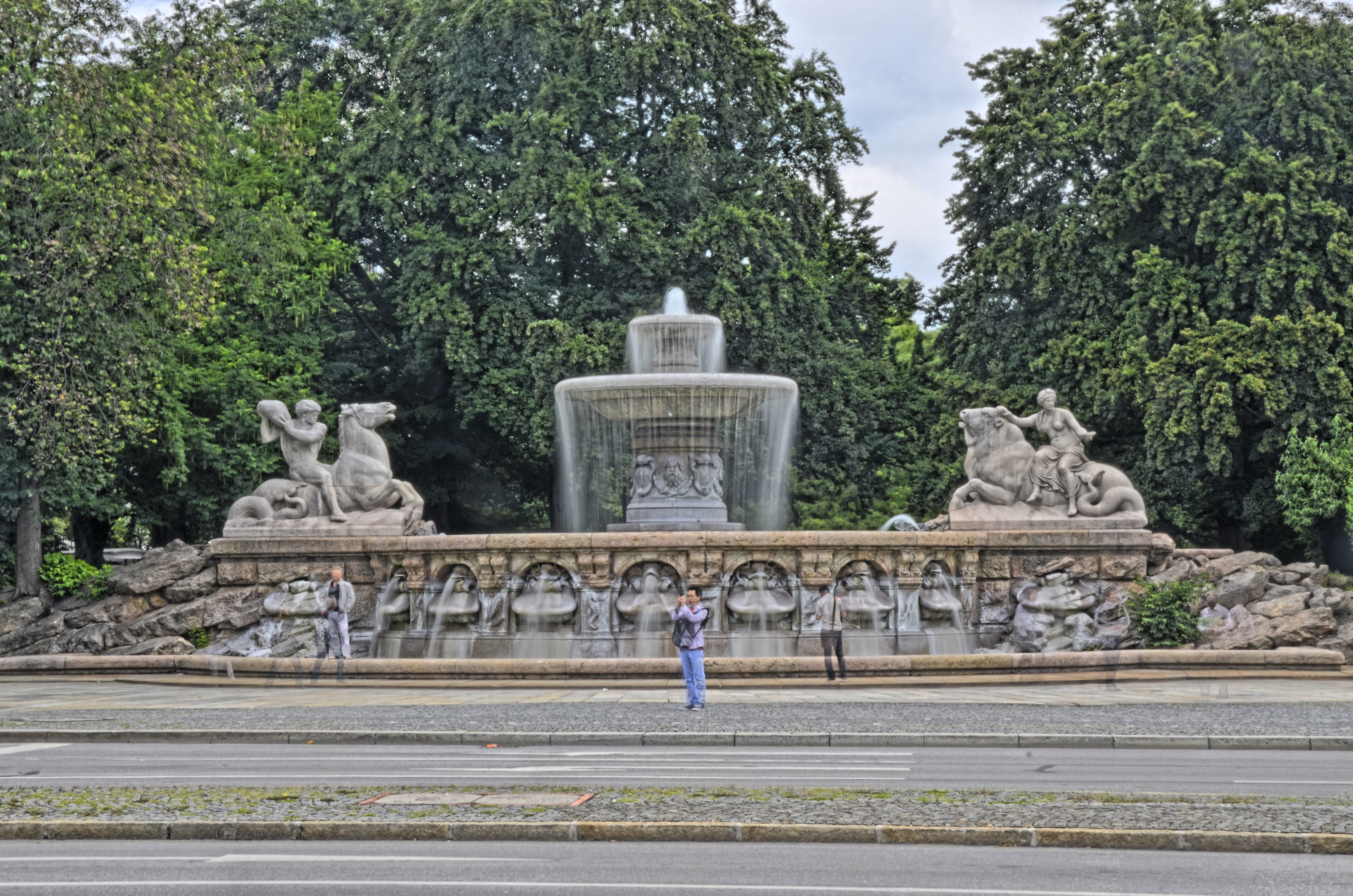
Wittelsbacher Brunnen am Lenbachplatz

Diese Seite gibt einen Überblick über Brunnen im Stadtgebiet von München, die öffentlich zugänglich sind. In ganz München gibt es nahezu 700 Brunnen, 190 werden von der Landeshauptstadt München betrieben, weitere vom Freistaat Bayern oder von öffentlichen oder privaten Institutionen. Die meisten Brunnen dienen lediglich zur Dekoration; 125 städtische Brunnen werden mit Trinkwasser gespeist, 48 Brunnen sind als offizielle Trinkbrunnen ausgewiesen.

## Liste
| Bezeichnung                                                            | Standort | errichtet                              | Künstler                                             | Anmerkungen | Bild                                                                   |
| ---------------------------------------------------------------------- | --- | -------------------------------------- | ---------------------------------------------------- | --- | ---------------------------------------------------------------------- |
| Ab durch die Mitte                                                     | Am Hart, Nordhaideplatz (vor dem Mira) (48° 12′ 45″ N, 11° 33′ 49″ O)                                                                            | 2008                                   | Alexander Laner                                      | | Ab durch die Mitte                                                     |
| Ackermannbogen-Brunnen                                                 | Schwabing, Petra-Kelly-Straße (48° 9′ 50″ N, 11° 33′ 25″ O)                                                                                      | 2016                                   | Levin Monsigny                                       | | Ackermannbogen-Brunnen, München                                        |
| Brunnen Adalbertstraße                                                 | Maxvorstadt, Adalbertstraße 12 (48° 9′ 7″ N, 11° 34′ 50″ O)                                                                                      |                                        |                                                      | im Innenhof | Brunnen Adalbertstraße 12                                              |
| Springbrunnen am Adenauerring                                          | Neuperlach, Adenauerring 7 (48° 6′ 17″ N, 11° 38′ 24″ O)                                                                                         | 1977                                   | Karl Kagerer                                         | | weitere Bilder                                                         |
| Adlerbrunnen                                                           | Nymphenburg, Renatastraße 73, im Vorgarten des Bayerischen Kommunalen Prüfungsverbandes (48° 9′ 27″ N, 11° 31′ 33″ O)                            | 1899                                   | unbekannt                                            | | Adlerbrunnen                                                           |
| Brunnen Agnes-Bernauer-Straße                                          | Laim, Agnes-Bernauer-Straße 151 (48° 8′ 26″ N, 11° 29′ 23″ O)                                                                                    |                                        |                                                      | | Brunnen Agnes-Bernauer-Straße                                          |
| Aktions-Brunnen                                                        | Schwanthalerhöhe, Gollierstraße 61 (48° 8′ 10″ N, 11° 32′ 2″ O)                                                                                  | 2001                                   | Stefan Kalckhoff                                     | | Aktions-Brunnen                                                        |
| Brunnen im Alten Nordfriedhof                                          | Maxvorstadt, im Alten Nordfriedhof (48° 9′ 14″ N, 11° 34′ 12″ O)                                                                                 |                                        |                                                      | vier gleichartig an den Außenmauern aufgebaute Brunnen, drei mit großem Marmorrelief | weitere Bilder                                                         |
| Springbrunnen im Alten Südfriedhof                                     | Isarvorstadt, im Alten Südfriedhof (48° 7′ 38″ N, 11° 33′ 54″ O)                                                                                 | 1928                                   |                                                      | im Nordteil zentral gelegen, dazu weitere unterschiedliche Brunnen im Friedhof | weitere Bilder                                                         |
| Kugelbrunnen                                                           | Maxvorstadt, im Durchgang zur Adalbertstraße der Amalienpassage zwischen Türkenstraße und Amalienstraße (48° 9′ 7″ N, 11° 34′ 41″ O)             | 1977 (?)                               |                                                      | | weitere Bilder                                                         |
| Löwenbrunnen                                                           | Maxvorstadt, im Adalberthof der Amalienpassage zwischen Türkenstraße und Amalienstraße (48° 9′ 7″ N, 11° 34′ 42″ O)                              | 1977                                   | Karl Kagerer                                         | | weitere Bilder                                                         |
| Steinbrunnen 1                                                         | Maxvorstadt, im Amalienhof (Süd) der Amalienpassage zwischen Türkenstraße und Amalienstraße (48° 9′ 6″ N, 11° 34′ 44″ O)                         | 1977 (?)                               |                                                      | | weitere Bilder                                                         |
| Steinbrunnen 2                                                         | Maxvorstadt, im Türkenhof der Amalienpassage zwischen Türkenstraße und Amalienstraße (48° 9′ 7″ N, 11° 34′ 39″ O)                                | 1977 (?)                               |                                                      | | weitere Bilder                                                         |
| Springbrunnen Am Kapuzinerhölzl                                        | Moosach, Am Kapuzinerhölzl 41 (48° 10′ 14″ N, 11° 30′ 11″ O)                                                                                     |                                        |                                                      | | Springbrunnen Am Kapuzinerhölzl                                        |
| Kugelbrunnen                                                           | Au, Am Neudeck 10, am Aufgang zur Hochstraße (48° 7′ 24″ N, 11° 35′ 3″ O)                                                                        | 1908                                   | August Blössner                                      | Steinbrunnen mit Kugel auf Achteckpfeiler. Baudenkmal | weitere Bilder                                                         |
| Pumpbrunnen An der Kreppe                                              | Haidhausen, An der Kreppe (48° 8′ 6″ N, 11° 35′ 49″ O)                                                                                           | 1929                                   | Franz Schörg                                         | | Pumpbrunnen An der Kreppe                                              |
| Angerhofbrunnen „Airborne“                                             | Altstadt, Oberanger 33 (48° 8′ 3″ N, 11° 34′ 16″ O)                                                                                              | 2008                                   | Christopher Klein                                    | Edelstahl, Durchmesser 6,40 m | weitere Bilder                                                         |
| Brunnen Arabellapark                                                   | Bogenhausen, Elektrastraße 20 (48° 9′ 5″ N, 11° 37′ 20″ O)                                                                                       |                                        |                                                      | | Brunnen Arabellapark                                                   |
| Brunnen Arabellastraße                                                 | Bogenhausen, Arabellastraße 19a (48° 9′ 3″ N, 11° 37′ 17″ O)                                                                                     | 1984                                   | Hans Prähofer                                        | | Brunnen Arabellastraße                                                 |
| Brunnen Arabeska-Haus                                                  | Bogenhausen, Arabellastraße 30 (48° 8′ 56″ N, 11° 37′ 12″ O)                                                                                     | 2015                                   |                                                      | | Brunnen Arabellastraße 30                                              |
| Armer Schreiber                                                        | Untergiesing, Grünwalder Straße 17 (48° 6′ 31″ N, 11° 34′ 28″ O)                                                                                 | 1927                                   | Karl Kroher                                          | | weitere Bilder                                                         |
| Brunnen Arnulfbogen                                                    | Neuhausen, Landshuter Allee 4–6 (48° 8′ 48″ N, 11° 32′ 17″ O)                                                                                    |                                        |                                                      | | Brunnen Arnulfbogen                                                    |
| Artur-Kutscher-Brunnen                                                 | Schwabing-Freimann, Artur-Kutscher-Platz (48° 9′ 48″ N, 11° 35′ 25″ O)                                                                           | 1968                                   | Lothar Dietz                                         | | weitere Bilder                                                         |
| Asamhof-Brunnen                                                        | Altstadt, Sendlinger Straße 24 (48° 8′ 7″ N, 11° 34′ 12″ O)                                                                                      | 1973                                   | Hans Rucker                                          | | Asamhof-Brunnen                                                        |
| Asamhof-Springbrunnen                                                  | Altstadt, Kreuzstraße 3b (48° 8′ 9″ N, 11° 34′ 8″ O)                                                                                             | 1984                                   | Hans Ladner                                          | | Asamhof-Springbrunnen                                                  |
| Auffliegende Vögel                                                     | Altstadt, Herzog-Wilhelm-Straße 30 (48° 8′ 4″ N, 11° 34′ 3″ O)                                                                                   | 1967                                   | Karl Potzler                                         | | weitere Bilder                                                         |
| Atlantida-Brunnen Rindermarkt                                          | Altstadt, Rindermarkt (48° 8′ 11″ N, 11° 34′ 25″ O)                                                                                              | 2015                                   | Enric Batlle, Juan Roig                              | Trinkwasserbrunnen der Firma Santa & Cole; der Brunnen besteht aus einer 120 cm hohen, mit Eisenglimmer beschichteten Stele und Armatur aus Messing | Atlantida-Brunnen Rindermarkt                                          |
| Atlantida-Brunnen Sendlinger Straße                                    | Altstadt, Sendlinger Straße (48° 8′ 8″ N, 11° 34′ 15″ O)                                                                                         | 2019                                   | Enric Batlle, Juan Roig                              | Trinkwasserbrunnen der Firma Santa & Cole; der Brunnen besteht aus einer 120 cm hohen, mit Eisenglimmer beschichteten Stele und Armatur aus Messing | Atlantida-Brunnen Sendlinger Straße                                    |
| Auia-Brunnen                                                           | Au, Lilienstraße (48° 7′ 44″ N, 11° 35′ 10″ O)                                                                                                   | 1848                                   | Ludwig Schwanthaler                                  | auch Augia-Brunnen genannt, mit Allegorie der Vorstadt Au, oktogonales Kalksteinbecken mit mittigem Granitpfeiler. Baudenkmal | weitere Bilder                                                         |
| Brunnen Aventinstraße                                                  | Isarvorstadt, Aventinstraße 7a (48° 7′ 59″ N, 11° 34′ 48″ O)                                                                                     |                                        |                                                      | | Brunnen Aventinstraße                                                  |
| Brunnen Balanstraße                                                    | Ramersdorf, Balanstraße 223 (48° 5′ 53″ N, 11° 36′ 27″ O)                                                                                        |                                        |                                                      | | Brunnen Balanstraße                                                    |
| Ballerina Divina                                                       | Neuhausen, Lilli-Palmer-Straße 2 (48° 8′ 40″ N, 11° 32′ 17″ O)                                                                                   | 2017                                   | Hajo Forster                                         | Bronzeskulptur auf einem Wasserbassin | Ballerina Divina                                                       |
| Bally-Prell-Brunnen                                                    | Schwabing-Freimann, Leopoldstraße (48° 9′ 46″ N, 11° 35′ 10″ O)                                                                                  | 1992                                   | Wolfgang Sand                                        | Gedenkbrunnen für die Volkssängerin Bally Prell (1922–1982), die hier wohnte | weitere Bilder                                                         |
| Bärenbrunnen                                                           | Schwabing-West, Elisabethplatz (48° 9′ 26″ N, 11° 34′ 27″ O)                                                                                     | 1936                                   | Georg Müller                                         | steinerner Trinkbrunnen mit Reliefs und vollplastisch balancierendem Bären. Baudenkmal | weitere Bilder                                                         |
| Christian-Bärmann-Gedenkbrunnen                                        | Moosach, Dachauer Straße (48° 10′ 15″ N, 11° 31′ 55″ O)                                                                                          | 1932                                   | Otto Hohlt                                           | Gedenkbrunnen für den Maler und Dichter Christian Bärmann (1881–1927), mit Sitzfigurengruppe Großvater und Kind, Baudenkmal | Christian-Bärmann-Gedenkbrunnen                                        |
| Brunnen am Bamberger Haus                                              | Schwabing, Brunnerstraße 2, im Luitpoldpark (48° 10′ 14″ N, 11° 34′ 4″ O)                                                                        |                                        |                                                      | | Brunnen am Bamberger Haus                                              |
| Springbrunnen Barthstraße                                              | Schwanthalerhöhe, Barthstraße 24–28 (48° 8′ 15″ N, 11° 31′ 39″ O)                                                                                |                                        |                                                      | | Springbrunnen Barthstraße                                              |
| Baumzeichen 2                                                          | Ludwigsvorstadt-Isarvorstadt, Ruppertstraße, Ecke Lindwurmstraße vor dem Kreisverwaltungsreferat (48° 7′ 29″ N, 11° 32′ 59″ O)                   | 1980                                   | Karl Jakob Schwalbach                                | 7,20 m hohe Bronzeskulptur in Brunnenbecken; der Brunnen am Treppenaufgang an der Lindwurmstraße wurde 2021 aufgelöst, die Skulptur in die Ruppertstraße versetzt. | Baumzeichen 2                                                          |
| Brunnen Bavariaring                                                    | Ludwigsvorstadt-Isarvorstadt, Bavariaring 16 (48° 8′ 5″ N, 11° 33′ 11″ O)                                                                        | 1970                                   | Horst Köhlmann                                       | Brunnen in Form einer Trommel | Brunnen Bavariaring                                                    |
| Bayerischer Löwe                                                       | Altstadt, Platzl 9, im Hof des Hofbräuhauses (48° 8′ 15″ N, 11° 34′ 49″ O)                                                                       | 1900                                   | Simon Korn                                           | | Bayerischer Löwe                                                       |
| Nischenbrunnen am Bayerischen Nationalmuseum                           | Lehel, Prinzregentenstraße (48° 8′ 36″ N, 11° 35′ 20″ O)                                                                                         | 1900                                   | Josef Rauch                                          | | weitere Bilder                                                         |
| Bayerpostbrunnen                                                       | Ludwigsvorstadt, Bayerstraße 12 (48° 8′ 22″ N, 11° 33′ 28″ O)                                                                                    | 2004                                   |                                                      | Brunnen auf dem Anfahrtsrondell vor dem Hotel im ehemaligen Postgebäude | weitere Bilder                                                         |
| Becken mit Fontänen                                                    | Neuhausen, Rosa-Luxemburg-Platz (48° 9′ 43″ N, 11° 32′ 53″ O)                                                                                    | 1993                                   |                                                      | | Brunnen am Rosa-Luxemburg-Platz München                                |
| Brunnen Belfortstraße                                                  | Haidhausen, Belfortstraße 8 (48° 7′ 47″ N, 11° 36′ 14″ O)                                                                                        |                                        |                                                      | | Brunnen Belfortstraße                                                  |
| Brunnen Belgradstraße                                                  | Schwabing-West, Belgradstraße 104 (48° 10′ 19″ N, 11° 34′ 26″ O)                                                                                 | 2016                                   |                                                      | | Brunnen Belgradstraße                                                  |
| Benediktinerbrunnen                                                    | Maxvorstadt, Karlstraße 34, im Hof des Benediktinerklosters St. Bonifatius (48° 8′ 41″ N, 11° 33′ 51″ O)                                         |                                        |                                                      | | weitere Bilder                                                         |
| Brunnen Bernhard-Wicki-Straße 3                                        | Maxvorstadt, Brunnen Bernhard-Wicki-Straße 3 Innenhof (48° 8′ 35″ N, 11° 32′ 51″ O)                                                              |                                        |                                                      | | Brunnen Bernhard-Wicki-Str. 3                                          |
| Brunnen Bernhard-Wicki-Straße 7                                        | Maxvorstadt, Brunnen Bernhard-Wicki-Straße 7 Innenhof (48° 8′ 35″ N, 11° 32′ 53″ O)                                                              |                                        |                                                      | | Brunnen Bernhard-Wicki-Str. 7                                          |
| Berolinabrunnen                                                        | Schwabing-Freimann, Johann-Fichte-Straße, Ecke Reventlowstraße, an der Mauer vom Ungererbad (48° 10′ 11″ N, 11° 35′ 23″ O)                       | 1980                                   | Ernst Andreas Rauch                                  | auf Säulenstümpfen sitzende Figur der Berolina | weitere Bilder                                                         |
| Bertschbrunnen                                                         | Thalkirchen, Zentralländstraße 35, am Marienklausensteg (48° 5′ 31″ N, 11° 32′ 53″ O)                                                            | 1906                                   | Wilhelm Bertsch                                      | Holztrogbrunnen vom Städtischen Baurat Wilhelm Bertsch | weitere Bilder                                                         |
| Bezoldbrunnen                                                          | Ludwigsvorstadt, Nußbaumanlagen (48° 7′ 59″ N, 11° 33′ 49″ O)                                                                                    | 1914                                   | Karl Hoepf                                           | Büste Friedrich Bezolds von Georg Mattes. Baudenkmal | weitere Bilder                                                         |
| Bierbrunnen                                                            | Maxvorstadt, Oskar-von-Miller-Ring 1 (48° 8′ 38″ N, 11° 34′ 25″ O)                                                                               | 1958                                   | Joachim Berthold                                     | | weitere Bilder                                                         |
| Bismarckbrunnen                                                        | Pasing, Wensauerplatz (48° 9′ 5″ N, 11° 27′ 46″ O)                                                                                               | 1914                                   | Josef Flossmann                                      | | Bismarckbrunnen                                                        |
| Blütenkelchbrunnen                                                     | Maxvorstadt, Ludwigstraße (48° 8′ 40″ N, 11° 34′ 45″ O)                                                                                          | 1961                                   | Ernst Andreas Rauch                                  | im Hof des Landwirtschaftsministeriums | weitere Bilder                                                         |
| Brunnen Blutenburgstraße                                               | Neuhausen, Blutenburgstraße 62 (48° 8′ 58″ N, 11° 32′ 37″ O)                                                                                     |                                        |                                                      | | Brunnen Blutenburgstraße 62                                            |
| Brunnen Boschetsrieder Straße 20                                       | Obersendling, Boschetsrieder Straße 20 (48° 6′ 2″ N, 11° 32′ 14″ O)                                                                              |                                        |                                                      | | Brunnen Boschetsrieder Straße 20                                       |
| Schalenbrunnen im Botanischen Garten                                   | Nymphenburg, im Botanischen Garten (48° 9′ 48″ N, 11° 30′ 1″ O)                                                                                  |                                        |                                                      | | weitere Bilder                                                         |
| Springbrunnen im Botanischen Garten                                    | Nymphenburg, im Botanischen Garten (48° 9′ 44″ N, 11° 30′ 0″ O)                                                                                  |                                        |                                                      | | Springbrunnen im Botanischen Garten                                    |
| Schalenbrunnen Brienner Straße                                         | Altstadt, Brienner Straße 1 (48° 8′ 33″ N, 11° 34′ 37″ O)                                                                                        | 1951                                   | Georg Hellmuth Winkler                               | | Schalenbrunnen Brienner Straße                                         |
| Quardersteinbrunnen Brienner Straße                                    | Maxvorstadt, Brienner Straße 12 (48° 8′ 37″ N, 11° 34′ 29″ O)                                                                                    | 2015                                   |                                                      | zwei gegenüberliegende Brunnenanlagen aus Quadersteinen im Innenhof | Quardersteinbrunnen Brienner Straße                                    |
| Brunnen fürs Leben                                                     | Altstadt, Brienner Straße 11 im Luitpoldblock (48° 8′ 35″ N, 11° 34′ 29″ O)                                                                      | 2001                                   |                                                      | | Brunnen fürs Leben                                                     |
| Brunnen                                                                | Sendling-Westpark, Hauffstraße 2, vor der Kirche St. Pius X. (48° 6′ 47″ N, 11° 31′ 16″ O)                                                       |                                        |                                                      | | weitere Bilder                                                         |
| Brunnen mit Kugelsäule                                                 | Bogenhausen, Eggenfeldener Straße 100, vor dem Hotel NH Messe München (48° 8′ 23″ N, 11° 38′ 34″ O)                                              |                                        |                                                      | | Brunnen mit Kugelsäule                                                 |
| Brunnenbuberl                                                          | Altstadt, Neuhauser Straße 20 (48° 8′ 20″ N, 11° 34′ 2″ O)                                                                                       | 1895                                   | Mathias Gasteiger                                    | Satyr-Herme mit Knabe, im Volksmund: Brunnenbuberl genannt. Baudenkmal | weitere Bilder                                                         |
| Brunnenbuberl                                                          | Obergiesing, Walchenseeplatz (48° 6′ 44″ N, 11° 35′ 5″ O)                                                                                        | 1930                                   | Walther von Hattingberg                              | Baudenkmal | weitere Bilder                                                         |
| Brunnengrotte                                                          | Schwabing-West, Kölner Platz (48° 10′ 13″ N, 11° 34′ 41″ O)                                                                                      | 1911                                   | Maximilian Schachner                                 | | Brunnengrotte am Kölner Platz                                          |
| BSH-Brunnen                                                            | Neuperlach, Carl-Wery-Straße 34, vor der BSH-Zentrale (48° 5′ 18″ N, 11° 38′ 41″ O)                                                              |                                        |                                                      | | weitere Bilder                                                         |
| Brunnenplastik                                                         | Maxvorstadt, Schellingstraße (48° 8′ 56″ N, 11° 34′ 47″ O)                                                                                       | 1972                                   | Thomas Otto Munz                                     | Kalkstein, Aluminium, Plexiglas, 377 cm Durchmesser, etwa 500 cm hoch | weitere Bilder                                                         |
| Brunnenweibchen                                                        | Au, Gebsattelstraße 1 (48° 7′ 33″ N, 11° 35′ 9″ O)                                                                                               | 1908                                   | Philipp Widmer                                       | Baudenkmal | weitere Bilder                                                         |
| Bürgermeister-Erhardt-Brunnen                                          | Lehel, Maximiliansbrücke (48° 8′ 14″ N, 11° 35′ 29″ O)                                                                                           | 1893                                   | Carl Hocheder                                        | Bronzebüste des Bürgermeisters Alois von Erhardt von Carl Fischer | weitere Bilder                                                         |
| Brunnen Camparihaus                                                    | Altstadt, Maximilianstraße 38/40 (48° 8′ 16″ N, 11° 35′ 2″ O)                                                                                    |                                        |                                                      | | Brunnen Camparihaus                                                    |
| Brunnen Carolinenkirche                                                | Obermenzing, Sarasatestraße 16 (48° 9′ 45″ N, 11° 28′ 31″ O)                                                                                     | 2021                                   |                                                      | | Brunnen Carolinenkirche                                                |
| Brunnen am Central Tower                                               | Schwanthalerhöhe, Landsberger Straße 110 (48° 8′ 25″ N, 11° 32′ 8″ O)                                                                            | 2004                                   |                                                      | | weitere Bilder                                                         |
| Brunnen Christkönig-Kirche                                             | Nymphenburg, Eddastraße 7 (48° 9′ 24″ N, 11° 30′ 44″ O)                                                                                          |                                        |                                                      | | Brunnen Christkönig-Kirche                                             |
| Brunnen an der Connollystraße                                          | Am Riesenfeld, Connollystraße 11 (48° 10′ 47″ N, 11° 32′ 59″ O)                                                                                  | 1972                                   |                                                      | | Brunnen an der Connollystraße                                          |
| Dallmayr-Brunnen                                                       | Altstadt, Dienerstraße 14/15 (48° 8′ 18″ N, 11° 34′ 38″ O)                                                                                       |                                        |                                                      | | Dallmayr-Brunnen                                                       |
| Daniel-in-der-Löwengrube-Brunnen                                       | Maxvorstadt, Nymphenburger Straße 3c (48° 8′ 48″ N, 11° 33′ 25″ O)                                                                               |                                        | Klaus Backmund                                       | seit 1972 neben einem der Brauerei-Tiefbrunnen, vormals stand die Plastik über einem Brunnenbecken in der Löwengrube 18 bzw. im Wirtsgarten des Promenadeplatz 3 | Daniel in der Löwengrube                                               |
| Dantebrunnen                                                           | Maxvorstadt, Veterinärstraße 1 (48° 9′ 2″ N, 11° 34′ 58″ O)                                                                                      | 1965                                   | Max Faller                                           | | weitere Bilder                                                         |
| Trog-Brunnen Dantestraße                                               | Nymphenburg, Dantestraße 27 (48° 10′ 5″ N, 11° 31′ 36″ O)                                                                                        | 1984                                   | Karl Oppenrieder                                     | Brunnen aus Epprechtstein-Granit, Becken ist flach und kann vom Frost nicht zerstört werden, auch wenn darin im Winter Wasser gefriert. Das kleine Becken unten ist für die Tiere. | Trog-Brunnen Dantestraße                                               |
| Zylinder-Brunnen Dantestraße                                           | Nymphenburg, Dantestraße 29 (48° 10′ 6″ N, 11° 31′ 36″ O)                                                                                        |                                        |                                                      | | Zylinder-Brunnen Dantestraße                                           |
| Daphnebrunnen                                                          | Bogenhausen, Titurelstraße / Wahnfriedallee (48° 9′ 40″ N, 11° 37′ 11″ O)                                                                        | 1975                                   | Marlene Neubauer-Woerner                             | in einer Grünanlage, bis 2002 am Orleansplatz | weitere Bilder                                                         |
| Das Gespräch                                                           | Nymphenburg, In den Kirschen 55 (48° 10′ 1″ N, 11° 30′ 4″ O)                                                                                     | 2006                                   | Klaus Behr                                           | Brunnen in der Wohnanlage In den Kirschen | weitere Bilder                                                         |
| Brunnen Deisenhofener Straße                                           | Obergiesing, Deisenhofener Straße 63 (48° 6′ 46″ N, 11° 35′ 26″ O)                                                                               |                                        |                                                      | vier gleiche Brunnen in einer Reihe | Brunnen Deisenhofenerstraße                                            |
| Delphinbrunnen (Gern)                                                  | Gern, Klugstraße 30 (48° 9′ 46″ N, 11° 31′ 23″ O)                                                                                                |                                        |                                                      | | Delphinbrunnen (Gern)                                                  |
| Delphinbrunnen                                                         | Maxvorstadt, Kaulbachstraße 5 (48° 8′ 47″ N, 11° 34′ 58″ O)                                                                                      | 1962                                   |                                                      | Bronzegruppe von drei springenden Delfinen | weitere Bilder                                                         |
| Delphinbrunnen, auch „Bacchant auf Delphin“ genannt                    | Maxvorstadt, Dachauer Straße / Augustenstraße (48° 8′ 41″ N, 11° 33′ 36″ O)                                                                      | 1902                                   | Arthur Storch                                        | Bronzegruppe, auf einem Delphin reitender Bacchant, Guss von Ferdinand von Miller, 1933 verändert aufgestellt. Baudenkmal | weitere Bilder                                                         |
| Brunnen Deroystraße                                                    | Maxvorstadt, Deroystraße 6 Innenhof (48° 8′ 45″ N, 11° 32′ 39″ O)                                                                                |                                        |                                                      | Brunnen in der Parkanlage der Finanzämter | Brunnen 1 Deroystr. 6                                                  |
| Springbrunnen Deroystraße                                              | Maxvorstadt, Deroystraße 6 Innenhof (48° 8′ 45″ N, 11° 32′ 39″ O)                                                                                |                                        |                                                      | Brunnen in der Parkanlage der Finanzämter | Brunnen 2 Deroystr. 6                                                  |
| Springbrunnen am Deutschen Herzzentrum                                 | Nymphenburg, Lazarettstraße 36 (48° 9′ 10″ N, 11° 32′ 53″ O)                                                                                     |                                        |                                                      | | Springbrunnen am Deutschen Herzzentrum                                 |
| Brunnen Diakoniewerk Maxvorstadt                                       | Maxvorstadt, Heßstraße 26 (48° 9′ 5″ N, 11° 34′ 9″ O)                                                                                            |                                        |                                                      | | Brunnen Diakoniewerk Maxvorstadt                                       |
| Dianabrunnen                                                           | Bogenhausen, Kufsteiner Platz (48° 9′ 1″ N, 11° 36′ 7″ O)                                                                                        | 1908                                   | Mathias Gasteiger                                    | Baudenkmal | weitere Bilder                                                         |
| Wandbrunnen im Dianatempel                                             | Altstadt, im Hofgarten (48° 8′ 35″ N, 11° 34′ 48″ O)                                                                                             |                                        |                                                      | | weitere Bilder                                                         |
| Brunnen am Dietzfelbingerplatz                                         | Neuperlach, Dietzfelbingerplatz (48° 5′ 16″ N, 11° 38′ 21″ O)                                                                                    | 1990                                   | Gottfried Hansjakob                                  | | weitere Bilder                                                         |
| Konrad-Dreher-Brunnen                                                  | Altstadt, Lenbachplatz 8, im Innenhof des Künstlerhauses (48° 8′ 25″ N, 11° 34′ 4″ O)                                                            | 1994                                   | Heinrich Waderé                                      | zur Erinnerung an den bayerischen Hofschauspieler Konrad Dreher | Konrad-Dreher-Brunnen                                                  |
| Druden-Brunnen                                                         | Trudering, Solalindenstraße (48° 7′ 1″ N, 11° 40′ 36″ O)                                                                                         | 1929                                   | Josef Kaltenbach                                     | Baudenkmal | Druden-Brunnen                                                         |
| Echo der Maria-Hilf-Kirche                                             | Au, Am Neudeck 6 (48° 7′ 26″ N, 11° 35′ 1″ O) | 1983                                   | Blasius Spreng                                       | | weitere Bilder                                                         |
| Brunnen Eduard-Schmid-Straße                                           | Au, Eduard-Schmid-Straße 15 (48° 7′ 34″ N, 11° 34′ 39″ O)                                                                                        | 1972                                   | Wolf Hirtreiter                                      | | Brunnen Eduard-Schmid-Straße 15, München (Au)                          |
| Brunnen Effnerstraße                                                   | Bogenhausen, Effnerstraße 96 (48° 9′ 35″ N, 11° 37′ 19″ O)                                                                                       |                                        |                                                      | | Brunnen Effnerstraße                                                   |
| Eisernes Paar                                                          | Ramersdorf, Heinrich-Wieland-Straße 16, vor dem Michaelibad (48° 7′ 2″ N, 11° 38′ 13″ O)                                                         | 1976                                   | Hans Rucker                                          | Dieser Brunnen ist schon seit Jahren außer Betrieb, laut SWM „wegen häufiger Ausfälle und Störungen wasserseitig“. | weitere Bilder                                                         |
| Elise-Aulinger-Brunnen                                                 | Altstadt, Viktualienmarkt (48° 8′ 9″ N, 11° 34′ 37″ O)                                                                                           | 1977                                   | Anton Rückel                                         | Ausgewiesener Trinkbrunnen | weitere Bilder                                                         |
| Brunnen Entenbach-Wohnstift Entenbachstraße                            | Au, Entenbachstraße 27 (48° 7′ 22″ N, 11° 34′ 41″ O)                                                                                             |                                        |                                                      | | Brunnen Entenbach-Wohnstift Entenbachstraße                            |
| Brunnen Entenbach-Wohnstift Falkenstraße                               | Au, Falkenstraße 16 (48° 7′ 23″ N, 11° 34′ 46″ O)                                                                                                |                                        |                                                      | | Brunnen Entenbach-Wohnstift Falkenstraße                               |
| Entenbrunnen                                                           | Fürstenried, Forst-Kasten-Allee 114 (48° 5′ 43″ N, 11° 29′ 4″ O)                                                                                 |                                        |                                                      | | Entenbrunnen                                                           |
| Erich-Schulze-Brunnen Hupe                                             | Haidhausen, vor dem GEMA-Gebäude (48° 7′ 50″ N, 11° 35′ 35″ O)                                                                                   | 1990                                   | Albert Hien                                          | zu Ehren des langjährigen GEMA-Generaldirektors Erich Schulze | Erich-Schulze-Brunnen                                                  |
| Erich-Schulze-Brunnen Tuba                                             | Haidhausen, vor dem GEMA-Gebäude (48° 7′ 51″ N, 11° 35′ 32″ O)                                                                                   | 1990                                   | Albert Hien                                          | zu Ehren des langjährigen GEMA-Generaldirektors Erich Schulze | weitere Bilder                                                         |
| Esplanade-Brunnen                                                      | Schwanthalerhöhe, Ganghoferstraße 39 (48° 7′ 51″ N, 11° 32′ 23″ O)                                                                               | 2006                                   | Karl Thomanek                                        | | Esplanade-Brunnen                                                      |
| Eulenbrunnen                                                           | Maxvorstadt, im Hof der Ludwig-Maximilians-Universität (Eingang Schellingstraße 27) (48° 9′ 2″ N, 11° 34′ 48″ O)                                 | 1915                                   | Eduard Beyrer                                        | Baudenkmal | weitere Bilder                                                         |
| Brunnen an der Fallmerayerstraße                                       | Schwabing-West, Fallmerayerstraße 16 (48° 9′ 42″ N, 11° 34′ 21″ O)                                                                               |                                        |                                                      | | Brunnen an der Fallmerayerstraße                                       |
| Fass ohne Boden                                                        | Schwanthalerhöhe, Tulbeckstraße 28 (48° 8′ 14″ N, 11° 32′ 22″ O)                                                                                 | 1986                                   | Joseph Michael Neustifter                            | im Hof; Erläuterungen des Künstlers | Fass ohne Boden                                                        |
| Faun-Brunnen                                                           | Ludwigsvorstadt, Schwanthalerstraße 13 (48° 8′ 13″ N, 11° 33′ 44″ O)                                                                             | 1896                                   | Alexander Blum, Josef Rank, Carl Fischer             | Brunnen aus Tuffsteinsockel mit Faun und Knaben im Innenhof des Deutschen Theaters | Faun-Brunnen                                                           |
| Springbrunnen Feilitzschstraße                                         | Schwabing-Freimann, Feilitzschstraße 4 (48° 9′ 41″ N, 11° 35′ 15″ O)                                                                             |                                        |                                                      | | Springbrunnen Feilitzschstraße                                         |
| Felsenbrunnen                                                          | Altstadt, Marstallplatz 1 (48° 8′ 23″ N, 11° 34′ 51″ O)                                                                                          | 1790                                   |                                                      | auch Löwenbrunnen genannt, einer der ältesten Brunnen Münchens, aus Felsbrocken herausragender Kalkstein-Quader mit Löwenkopfmaske. Baudenkmal | weitere Bilder                                                         |
| Felsenbrunnen                                                          | Schwabing-Freimann, Schmuckhof der Münchener Rückversicherung, Königinstraße/Englischer Garten (48° 9′ 23″ N, 11° 35′ 21″ O)                     | 1963                                   | Georg Brenninger                                     | Aluminium, 3,2 m breit. Eine der ersten abstrakten Skulpturen im öffentlichen Raum von München. | weitere Bilder                                                         |
| Felsenbrunnen                                                          | Sendling, Hochmeierstraße 1 (48° 7′ 10″ N, 11° 32′ 16″ O)                                                                                        |                                        |                                                      | | Felsenbrunnen Hochmeierstr München                                     |
| Felsenquelle                                                           | Neuperlach, Fritz-Schäffer-Straße 9 (48° 6′ 16″ N, 11° 38′ 40″ O)                                                                                | 1991                                   |                                                      | | weitere Bilder                                                         |
| Findling                                                               | Schwabing, Berliner Straße (48° 10′ 28″ N, 11° 35′ 24″ O)                                                                                        | 2005                                   | Christian Tobin                                      | | weitere Bilder                                                         |
| Fischbrunnen                                                           | Altstadt, Marienplatz (48° 8′ 14″ N, 11° 34′ 34″ O)                                                                                              | 1954                                   | Josef Henselmann                                     | als „Bürgerbrunnen“ 1318 und 1343 erstmals erwähnt. 1884 von Konrad Knoll ergänzt, 1944 schwer beschädigt, 1954 von Josef Henselmann neu gestaltet. Baudenkmal | weitere Bilder                                                         |
| Fischbrunnen                                                           | Au, Am Herrgottseck 4 (48° 7′ 36″ N, 11° 35′ 6″ O)                                                                                               |                                        |                                                      | | Fischbrunnen Au                                                        |
| Fischbrunnen                                                           | Pasing, Pasinger Viktualienmarkt (48° 8′ 50″ N, 11° 27′ 45″ O)                                                                                   | 1938                                   | Hans Osel                                            | | Fischbrunnen                                                           |
| Fischbrunnen Rimstinger Straße                                         | Ramersdorf, Rimstinger Straße 13 (48° 7′ 11″ N, 11° 36′ 32″ O)                                                                                   | 1931                                   | Max Hoene                                            | bronzene Kugel mit Fischen in einem Becken aus Ruhpoldinger Marmor | Fischbrunnen Rimstinger Straße                                         |
| Fischerbrunnen                                                         | Pasing, Agnes-Bernauer-Straße 185 (48° 8′ 25″ N, 11° 28′ 59″ O)                                                                                  | 1957                                   | Andreas Bindl                                        | | Pasinger Fischerbrunnen                                                |
| Fischerbrunnen                                                         | Ramersdorf, Karl-Preis-Platz (48° 7′ 9″ N, 11° 36′ 38″ O)                                                                                        | 1927                                   | Karl Kroher                                          | | weitere Bilder                                                         |
| Fischerbrunnen                                                         | Schwabing-Freimann, Nikolaiplatz (48° 9′ 31″ N, 11° 35′ 12″ O)                                                                                   | 1929                                   | Eugen Mayer-Fassold                                  | Schale mit Bronzefigur auf Steinsockel. Baudenkmal | weitere Bilder                                                         |
| Fischerbuberl-Brunnen                                                  | Haidhausen, Wiener Platz (48° 8′ 4″ N, 11° 35′ 45″ O)                                                                                            | 1934                                   | Ignatius Taschner                                    | Baudenkmal | weitere Bilder                                                         |
| Fischerbuberl-Brunnen                                                  | Harlaching, Alemannenstraße 14 (48° 6′ 4″ N, 11° 33′ 28″ O)                                                                                      |                                        |                                                      | | weitere Bilder                                                         |
| Fischmarktbrunnen                                                      | Maxvorstadt, Sandstraße/Dachauer Straße (48° 9′ 1″ N, 11° 33′ 28″ O)                                                                             | 1896                                   | restauriert von Karl Oppenrieder                     | mit polygonalem Becken und Achteckpfeiler aus Kalkstein, von etwa 1831–1896 auf dem Viktualienmarkt, seit 1961 gegenüber Einmündung Gabelsbergerstraße. Baudenkmal | weitere Bilder                                                         |
| Fischreiher am Brunnen                                                 | Altstadt, Tal 9, Böhmler-Passage (48° 8′ 13″ N, 11° 34′ 44″ O)                                                                                   | 1955                                   | Elmar Dietz                                          | | Fischreiher am Brunnen                                                 |
| Fontänenbrunnen                                                        | Bogenhausen, Titurelstraße 2 (48° 9′ 37″ N, 11° 37′ 6″ O)                                                                                        | 1967                                   | L. Ritter                                            | | Fontänenbrunnen                                                        |
| Fortunabrunnen                                                         | Lehel, Isartorplatz (NO) (48° 8′ 5″ N, 11° 35′ 0″ O)                                                                                             | 1907                                   | Karl Killer                                          | Baudenkmal | weitere Bilder                                                         |
| Franziskusbrunnen                                                      | Au, Mariahilfplatz (48° 7′ 27″ N, 11° 34′ 53″ O)                                                                                                 | 1960                                   | Hans Vogl                                            | seit 2016 wieder in Betrieb | weitere Bilder                                                         |
| Franziskusbrunnen                                                      | Bogenhausen, Friedrich-Eckart-Straße 9, im Vorhof der Kirche St. Klara (48° 8′ 31″ N, 11° 38′ 14″ O)                                             | 2005                                   | Max Faller                                           | Der Brunnen stellt Szenen aus dem Leben der hl. Klara und des hl. Franziskus von Assisi dar. | Franziskusbrunnen                                                      |
| Franziskusbrunnen                                                      | Ludwigsvorstadt, Schillerstraße 44 im Innenhof des Adolf-Butenandt-Instituts der Medizinischen Fakultät LMU München (48° 8′ 6″ N, 11° 33′ 35″ O) | 1957, erneuert 1982                    | Marlene Neubauer-Woerner                             | Laut Tafel am Brunnen zur Erinnerung an den Hl. Franz von Assisi im 800. Jahr seiner Geburt errichtet | weitere Bilder                                                         |
| Franziskusbrunnen                                                      | Maxvorstadt, Josephsplatz (48° 9′ 21″ N, 11° 33′ 58″ O)                                                                                          | 1911/1961                              | Josef Erber                                          | Baudenkmal | weitere Bilder                                                         |
| Franziskusbrunnen                                                      | Nymphenburg, Menzinger Straße 46, im Eingangsbereich Klinikum Dritter Orden (48° 9′ 53″ N, 11° 30′ 20″ O)                                        | 2011                                   | Klaus Backmund                                       | szenische Nachbildung der Vogelpredigt des Hl. Franziskus | Franziskusbrunnen Nymphenburg                                          |
| Frauenbrunnen                                                          | Maxvorstadt, Linprunstraße 58, im Hof (48° 9′ 6″ N, 11° 33′ 1″ O)                                                                                |                                        |                                                      | | Frauenbrunnen                                                          |
| Brunnen Frauenklinik LMU                                               | Ludwigsvorstadt-Isarvorstadt, Maistraße 11 im Park der Frauenklinik an der Maistraße der LMU München (48° 7′ 49″ N, 11° 33′ 49″ O)               | 1916                                   |                                                      | | Brunnen Frauenklinik LMU                                               |
| Fremde Blume                                                           | Lehel, Alexandrastraße 3 (48° 8′ 29″ N, 11° 35′ 23″ O)                                                                                           | 1966                                   | Hans Rucker                                          | | weitere Bilder                                                         |
| Brunnen Friedhof Feldmoching                                           | Feldmoching, Am Gottesackerweg 53 (48° 13′ 1″ N, 11° 31′ 37″ O)                                                                                  |                                        |                                                      | | Brunnen Friedhof Feldmoching                                           |
| Figurenbrunnen Friedhof Feldmoching                                    | Feldmoching, Am Gottesackerweg 53 (48° 12′ 58″ N, 11° 31′ 35″ O)                                                                                 |                                        |                                                      | | Figurenbrunnen Friedhof Feldmoching                                    |
| Brunnen Friedhof Obermenzing                                           | Obermenzing, Bergsonstraße 32 (48° 9′ 54″ N, 11° 26′ 54″ O)                                                                                      |                                        |                                                      | verschiedene Brunnen auf dem Waldfriedhof Obermenzing | Brunnen Friedhof Obermenzing                                           |
| Brunnen im Friedhof am Perlacher Forst                                 | Obergiesing-Fasangarten, Friedhof am Perlacher Forst (48° 5′ 54″ N, 11° 35′ 48″ O)                                                               |                                        |                                                      | mehrere verschiedenartige Brunnen | weitere Bilder                                                         |
| Brunnen Friedhof St. Martin                                            | Untermenzing, Eversbuschstraße 9 (48° 10′ 41″ N, 11° 27′ 39″ O)                                                                                  |                                        |                                                      | verschiedene Brunnen auf dem alten Friedhof der Pfarrkirche St. Martin | Brunnen Friedhof St. Martin                                            |
| Friedrich-Ebert-Brunnen                                                | Trudering, Hochkönigstraße 12 (48° 6′ 39″ N, 11° 40′ 2″ O)                                                                                       | 1925/1930                              | Hans Geist                                           | Baudenkmal | Friedrich-Ebert-Brunnen                                                |
| Brunnen Friedrich-Eckart-Straße                                        | Bogenhausen, Friedrich-Eckart-Straße 62 (48° 8′ 46″ N, 11° 38′ 26″ O)                                                                            |                                        |                                                      | | Brunnen Friedrich-Eckart-Straße                                        |
| Friedrich-von-Gärtner-Brunnen                                          | Maxvorstadt, Ludwigstraße 20 (48° 8′ 57″ N, 11° 34′ 51″ O)                                                                                       | 1964                                   | Franz Mikorey                                        | in den Arkaden der Ludwigskirche, Pendant zum Klenze-Brunnen. Baudenkmal | weitere Bilder                                                         |
| Fontäne am Friedensengel                                               | Bogenhausen, an der Luitpoldbrücke unterhalb des Friedensengels (48° 8′ 29″ N, 11° 35′ 47″ O)                                                    |                                        |                                                      | Baudenkmal | weitere Bilder                                                         |
| Brunnenanlage Fritz-Hommel-Weg POLYGRAPHIA NOVA                        | Schwabing-Freimann, Fritz-Hommel-Weg 4 (48° 10′ 22″ N, 11° 35′ 43″ O)                                                                            | 1989                                   | Eduardo Paolozzi                                     | | weitere Bilder                                                         |
| Brunnen Fünf Höfe                                                      | Altstadt, Salvatorpassage (48° 8′ 25″ N, 11° 34′ 31″ O)                                                                                          |                                        |                                                      | | Brunnen Fünf Höfe                                                      |
| Fünf Marmortöpfe                                                       | Schwabing, Kaulbachstraße 81 (48° 9′ 17″ N, 11° 35′ 7″ O)                                                                                        |                                        |                                                      | Carrara-Marmor | Fünf Marmortöpfe                                                       |
| Gänsebrunnen                                                           | Neuhausen, Winthirplatz (48° 9′ 8″ N, 11° 31′ 40″ O)                                                                                             | 1928                                   | Johann Stangl                                        | Baudenkmal | weitere Bilder                                                         |
| Gänseliesl-Brunnen                                                     | Sendling-Westpark, Luise-Kiesselbach-Platz (48° 6′ 44″ N, 11° 31′ 7″ O)                                                                          | 1937                                   | Karl Rödl                                            | Brunnen steht z. Z. (10/2017) auf einer Baustelle | Gänseliesl-Brunnen                                                     |
| Geborstenes Blech (?)                                                  | Bogenhausen, Rosenkavalierplatz 12 (48° 9′ 5″ N, 11° 37′ 12″ O)                                                                                  | 1992                                   | Alfred de Vivanco-Luyken                             | | Brunnen Geborstenes Blech                                              |
| Gehring-Brunnen                                                        | Untermenzing, Im Eichgehölz 15 (48° 10′ 27″ N, 11° 29′ 23″ O)                                                                                    |                                        |                                                      | einfacher Steintrogbrunnen mit Bronzefiguren von Peter Gehring im Garten des Museums Peter Gehring | Gehring-Brunnen                                                        |
| Springbrunnen Museum Peter Gehring                                     | Untermenzing, Im Eichgehölz 15 (48° 10′ 26″ N, 11° 29′ 23″ O)                                                                                    |                                        | Alfred Reich                                         | fünfstrahliger Springbrunnen am Außenschwimmbecken des Museums Peter Gehring | Springbrunnen Museum Peter Gehring                                     |
| Genießerbrunnen                                                        | Altstadt, Innenhof Burgstraße 5 (48° 8′ 16″ N, 11° 34′ 38″ O)                                                                                    | 1952                                   | Guido Goetz                                          | Bronzefigur in einem Brunnenbecken aus Würzburger Muschelkalk | Genießerbrunnen                                                        |
| Genovevabrunnen                                                        | Sendling, Valleyplatz (48° 6′ 58″ N, 11° 32′ 48″ O)                                                                                              | 1933                                   | Hermann Geibel                                       | Baudenkmal | weitere Bilder                                                         |
| Brunnenanlage Georg-Brauchle-Ring                                      | Moosach, Georg-Brauchle-Ring 50 (48° 10′ 37″ N, 11° 32′ 0″ O)                                                                                    |                                        |                                                      | | Brunnenanlage Georg-Brauchle-Ring                                      |
| Stufenbrunnen Georg-Gradel-Weg                                         | Pasing, Georg-Gradel-Weg 12 (48° 9′ 11″ N, 11° 28′ 19″ O)                                                                                        |                                        | Karl Oppenrieder                                     | | Stufenbrunnen Georg-Gradel-Weg 12                                      |
| Wandbrunnen Georg-Reismüller-Straße                                    | Allach, Georg-Reismüller-Straße 46 (48° 11′ 50″ N, 11° 27′ 36″ O)                                                                                | um 1900                                |                                                      | Baudenkmal | weitere Bilder                                                         |
| Gertrudbrunnen                                                         | Sendling, Ecke Thalkirchner / Gotzinger Straße, bei der Einfahrt zur Gärtnerhalle der Großmarkthalle (48° 7′ 8″ N, 11° 33′ 5″ O)                 |                                        |                                                      | | Gertrudbrunnen                                                         |
| Geschichtsbrunnen                                                      | Perlach, Pfanzeltplatz (48° 6′ 0″ N, 11° 37′ 51″ O)                                                                                              | 1991                                   | Karl Oppenrieder                                     | | Geschichtsbrunnen                                                      |
| Gespaltener Block                                                      | Sendling, Kidlerstraße 15, vor der Himmelfahrtskirche (48° 7′ 14″ N, 11° 32′ 33″ O)                                                              | 1988                                   | Stefan Schlumm                                       | Inschrift Vergesst nicht die Opfer von Krieg und Gewalt zur Erinnerung an die Häftlinge des KZs Flossenbürg, die dort im Steinbruch arbeiten mussten. | Brunnen Gespaltener Block München                                      |
| Nischenbrunnen am Giesinger Berg                                       | Giesing, Giesinger Berg (48° 6′ 59″ N, 11° 34′ 37″ O)                                                                                            | 1936                                   | Richard Knecht                                       | | Nischenbrunnen am Giesinger Berg, München                              |
| Giglbrunnen                                                            | Aubing, Altostraße 5, vor der Kirche St. Quirin (48° 9′ 27″ N, 11° 24′ 56″ O)                                                                    | 1981                                   | Josef Hoh                                            | | Giglbrunnen                                                            |
| Gisela-Brunnen                                                         | Bogenhausen, Prinzregentenplatz 9 (48° 8′ 24″ N, 11° 36′ 20″ O)                                                                                  | 1978                                   | Klaus Backmund                                       | | Gisela-Brunnen                                                         |
| Glasbrunnen                                                            | Maxvorstadt, Brienner Straße 18 (Innenhof) (48° 8′ 42″ N, 11° 34′ 25″ O)                                                                         | 1985                                   | Florian Lechner                                      | | weitere Bilder                                                         |
| Glaskasten                                                             | Neuhausen, Erika-Mann-Straße 69 (48° 8′ 36″ N, 11° 32′ 7″ O)                                                                                     |                                        |                                                      | | Glaskastenbrunnen                                                      |
| Brunnen an der Gleichmannstraße                                        | Pasing, Gleichmannstraße (48° 8′ 52″ N, 11° 27′ 36″ O)                                                                                           |                                        |                                                      | | Brunnen Gleichmannstr. München                                         |
| Glaspalast-Brunnen                                                     | Haidhausen, Weißenburger Platz (48° 7′ 43″ N, 11° 35′ 46″ O)                                                                                     | 1853                                   | August von Voit                                      | im Maximilianstil erbaut, stand ursprünglich bis 1875 vor dem Glaspalast München, auf dem Orleansplatz vor dem Bahnhof München Ost, seit 1974 am Weißenburger Platz. Baudenkmal | weitere Bilder                                                         |
| Globusbrunnen                                                          | Maxvorstadt, Brienner Straße 26 (48° 8′ 40″ N, 11° 34′ 15″ O)                                                                                    | 1956                                   | Werner Kranz                                         | | weitere Bilder                                                         |
| Gondelbrunnen                                                          | Maxvorstadt, Rudi-Hierl-Platz (48° 8′ 56″ N, 11° 33′ 33″ O)                                                                                      | 2012                                   | Alexander Laner                                      | Beweglicher, auf einem hoch angebrachten Seil laufender Wasserspeier spritzt auf den Platz | Gondelbrunnen                                                          |
| Gorgonen-Brunnen                                                       | Altstadt, Sendlinger Straße 29 (48° 8′ 5″ N, 11° 34′ 11″ O)                                                                                      | 1987                                   | Victor Gwiazda und Roman Strobl                      | | Gorgonen-Brunnen                                                       |
| Die Gratulanten                                                        | Pasing, Landsberger Straße 486 (48° 8′ 49″ N, 11° 27′ 44″ O)                                                                                     | 1963                                   | Hans Osel                                            | | Die Gratulanten                                                        |
| Große Kaskade                                                          | Nymphenburg, im Schlosspark Nymphenburg (48° 9′ 27″ N, 11° 29′ 9″ O)                                                                             | 1717                                   | Joseph Effner                                        | Baudenkmal | weitere Bilder                                                         |
| Grotte mit Steinbecken                                                 | Giesing, Giesinger Berg/Ichostraße (48° 6′ 58″ N, 11° 34′ 38″ O)                                                                                 | 1893                                   | Baureferat Straßenbau                                | Baudenkmal | Grotte mit Steinbecken Bergstraße/Ichostraße, München                  |
| Max-von-Gruber-Gedenkbrunnen                                           | Schwabing-West, Max-von-Gruber-Straße 3 (48° 10′ 12″ N, 11° 34′ 48″ O)                                                                           | 1928                                   | Karl Knappe                                          | Becken mit pfeilerartigem Nagelfluh-Aufbau, Baudenkmal | Gedenkbrunnen für Max von Gruber                                       |
| Grüner Städtischer Trinkbrunnen                                        | Maxvorstadt, Brienner Straße 52 (48° 8′ 52″ N, 11° 33′ 35″ O)                                                                                    |                                        | Modelliert von dem Bildhauer Ernst Pfeifer           | Entworfen von Wilhelm Bertsch. | Bertschbrunnen Brienner Straße 52 München                              |
| Grüner Städtischer Trinkbrunnen                                        | Schwabing, Brunnerstraße, im Luitpoldpark (48° 10′ 8″ N, 11° 34′ 3″ O)                                                                           | 1911                                   | Modelliert von dem Bildhauer Ernst Pfeifer           | Entworfen von Wilhelm Bertsch | Bertschbrunnen Luitpoldpark München                                    |
| Grüner Städtischer Trinkbrunnen                                        | Sendling, Eduard-Stadler-Winkel (48° 7′ 40″ N, 11° 30′ 56″ O)                                                                                    | 2014 erneuert                          | Modelliert von dem Bildhauer Ernst Pfeifer           | Entworfen von Wilhelm Bertsch | Bertschbrunnen Eduard-Stadler-Winkel München                           |
| Grüner Städtischer Trinkbrunnen                                        | Sendling, im Flaucher (48° 6′ 33″ N, 11° 33′ 25″ O)                                                                                              | 1911                                   | Modelliert von dem Bildhauer Ernst Pfeifer           | Entworfen von Wilhelm Bertsch | Grüner Städtischer Trinkbrunnen                                        |
| Grüner Städtischer Trinkbrunnen                                        | Haidhausen, Genoveva-Schauer-Platz (48° 7′ 52″ N, 11° 35′ 48″ O)                                                                                 |                                        | Modelliert von dem Bildhauer Ernst Pfeifer           | Entworfen von Wilhelm Bertsch. Ursprünglich aus dem Jahr 1911, anlässlich der BUGA 2005 zeitweise vergoldet | Grüner Städtischer Trinkbrunnen                                        |
| Grüner Städtischer Trinkbrunnen                                        | Berg am Laim, Grüner Markt (48° 7′ 45″ N, 11° 37′ 54″ O)                                                                                         | 1911, 2014 Aufstellung an diesem Platz | Modelliert von dem Bildhauer Ernst Pfeifer           | Entworfen von Wilhelm Bertsch | Städtischer Trinkbrunnen am Grünen Markt in Berg am Laim               |
| Grüner Städtischer Trinkbrunnen                                        | Giesing, St.-Martins-Platz (48° 7′ 1″ N, 11° 35′ 17″ O)                                                                                          | 1926                                   | Modelliert von dem Bildhauer Ernst Pfeifer           | Entworfen von Wilhelm Bertsch | Grüner Städtischer Trinkbrunnen                                        |
| Grüner Städtischer Trinkbrunnen                                        | Au, Nockherstraße, Ecke Taubenstraße (48° 7′ 17″ N, 11° 34′ 49″ O)                                                                               | 1977 (Neuaufstellung)                  | Modelliert von dem Bildhauer Ernst Pfeifer           | Entworfen von Wilhelm Bertsch | Grüner Städtischer Trinkbrunnen                                        |
| Grüner Städtischer Trinkbrunnen                                        | Neuhausen, Nymphenburger Straße, Ecke Ruffinistraße (48° 9′ 23″ N, 11° 31′ 53″ O)                                                                | 1911                                   | Modelliert von dem Bildhauer Ernst Pfeifer           | Entworfen von Wilhelm Bertsch | Laufbrunnen Nymphenburger Straße                                       |
| Guten-Tag-Brunnen                                                      | Sendling-Westpark, am Zugang zum Westpark von der Reulandstraße (48° 7′ 16″ N, 11° 30′ 46″ O)                                                    | 1983                                   | Makoto Fujiwara                                      | | Guten-Tag-Brunnen                                                      |
| Guter-Hirte-Brunnen                                                    | Englschalking, Putziger Straße 31, vor der Kirche St. Emmeram (48° 9′ 16″ N, 11° 38′ 30″ O)                                                      | 1991                                   | Johannes Raphael Potzler                             | | Gute-Hirte-Brunnen                                                     |
| Die Haarwaschende                                                      | Sendling-Westpark, Höltystraße 10 (48° 6′ 43″ N, 11° 31′ 28″ O)                                                                                  | 1972                                   | Martin Mayer                                         | | Die Haarwaschende                                                      |
| Haferlbrunnen                                                          | Haidhausen, vor Preysingstraße 58 (48° 7′ 56″ N, 11° 35′ 59″ O)                                                                                  | 1990                                   | Alix Stadtbäumer                                     | | weitere Bilder                                                         |
| Hahnbrunnen                                                            | Großhadern, Heiglhofstraße 1c (48° 6′ 53″ N, 11° 28′ 44″ O)                                                                                      | 1987                                   | Ernst Wirtl                                          | Steinbrunnen mit Hahn | weitere Bilder                                                         |
| Brunnen am Aufgang zum Friedhof Haidhausen                             | Haidhausen, Kirchenstraße/Flurstraße (48° 8′ 4″ N, 11° 36′ 13″ O)                                                                                |                                        |                                                      | | weitere Bilder                                                         |
| Brunnen im Friedhof Haidhausen                                         | Haidhausen, Kirchenstraße/Flurstraße (48° 8′ 4″ N, 11° 36′ 16″ O)                                                                                |                                        |                                                      | mehrere einfache Steinbrunnen | weitere Bilder                                                         |
| Brunnen am Harras                                                      | Sendling, Am Harras (48° 7′ 2″ N, 11° 32′ 23″ O)                                                                                                 | 2013                                   | Philipp Koch                                         | | weitere Bilder                                                         |
| Hasenbrunnen                                                           | Harlaching, Miesbacher Platz (48° 5′ 47″ N, 11° 34′ 58″ O)                                                                                       |                                        |                                                      | | Hasenbrunnen                                                           |
| Haubentaucherbrunnen                                                   | Moosach, Hengelerstraße 7, in der Borstei (48° 10′ 14″ N, 11° 32′ 13″ O)                                                                         | 1958                                   | Ernst Andreas Rauch                                  | | Haubentaucherbrunnen                                                   |
| Brunnen Haidenaupark                                                   | Haidhausen, Kirchenstraße 84 (48° 7′ 57″ N, 11° 36′ 26″ O)                                                                                       |                                        |                                                      | | Brunnen Haidenaupark                                                   |
| Brunnen Hl. Familie                                                    | Harlaching, Am Bienenkorb 2 (48° 5′ 52″ N, 11° 34′ 20″ O)                                                                                        | 2004                                   | Franz Hämmerle                                       | ehemaliger Brunnen, es steht nur noch die Bronzeplastik | weitere Bilder                                                         |
| Heinrich-Heine-Brunnen                                                 | Maxvorstadt, im Finanzgarten, Galeriestraße (48° 8′ 38″ N, 11° 34′ 52″ O)                                                                        | 1962                                   | Toni Stadler                                         | Bronzefigur einer Frau auf einer Bank in einer Grotte auf der ehemaligen Gartenbastion der Münchner Stadtbefestigung, aus einer bronzenen Bodenplatte quillt Wasser und auf einer Stehtafel ist ein Vers aus einem Gedicht von Heinrich Heine zitiert. Baudenkmal | Heinrich-Heine-Brunnen                                                 |
| Brunnen Helios-Klinik Pasing                                           | Pasing, Steinerweg 5 (48° 8′ 44″ N, 11° 27′ 14″ O)                                                                                               |                                        |                                                      | | Brunnen Helios Klinik Pasing                                           |
| Brunnen am Helmut-Fischer-Platz                                        | Schwabing-West, Helmut-Fischer-Platz (48° 9′ 46″ N, 11° 34′ 16″ O)                                                                               | 1990                                   | Inga Ragnarsdóttir                                   | | weitere Bilder                                                         |
| Heraklesbrunnen                                                        | Neuhausen, Dom-Pedro-Platz (48° 9′ 37″ N, 11° 32′ 0″ O)                                                                                          | 1979                                   | Anton Krautheimer                                    | | Heraklesbrunnen                                                        |
| Herkulesbrunnen Ludwigstraße                                           | Maxvorstadt, Ludwigstraße 6 (48° 8′ 44″ N, 11° 34′ 46″ O)                                                                                        | 1962                                   | Emil Krieger                                         | | Herkulesbrunnen Ludwigstraße                                           |
| Hermes und Acheloos                                                    | Bogenhausen, Prinzregentenplatz 12, im Garten des Prinzregententheaters (48° 8′ 20″ N, 11° 36′ 22″ O)                                            | 1901 (?)                               |                                                      | | Hermes und Acheloos                                                    |
| Brunnen im Park an der Herrenchiemseestraße                            | Ramersdorf, Herrenchiemseestraße 44, im Park (48° 6′ 49″ N, 11° 36′ 30″ O)                                                                       | 1934                                   |                                                      | | Brunnen im Park an der Herrenchiemseestraße                            |
| Wandbrunnen an der Herrenchiemseestraße                                | Ramersdorf, Herrenchiemseestraße, Ecke Törwanger Straße (48° 6′ 50″ N, 11° 36′ 43″ O)                                                            | 1934                                   | Städt. Wohnungs- und Siedlungsgesellschaft           | | Wandbrunnen an der Herrenchiemseestr./Ecke Törwanger Str., München     |
| Wandbrunnen Hildebrandhaus                                             | Bogenhausen, Maria-Theresia-Straße 23 (48° 8′ 37″ N, 11° 35′ 56″ O)                                                                              |                                        |                                                      | Barockes Wasserbecken aus Marmor | Wandbrunnen Hildebrandhaus                                             |
| Brunnenanlage Hirschgarten                                             | Nymphenburg, Eingangsbereich des Hirschgartens zur Arnulfstraße (48° 9′ 0″ N, 11° 31′ 8″ O)                                                      | 1954                                   | Josef Höllerer                                       | Anlage mit sechs Fontänen aus mehreren Brunnen | Brunnenanlage Hirschgarten                                             |
| Brunnen Höslstraße                                                     | Bogenhausen, Höslstraße 30 (48° 9′ 3″ N, 11° 37′ 55″ O)                                                                                          | 1977                                   | Heiner Broichhausen                                  | | Brunnen Höslstraße                                                     |
| Brunnenstele Hochvogelplatz                                            | Harlaching, Hochvogelplatz (48° 6′ 2″ N, 11° 34′ 48″ O)                                                                                          | 1930                                   | Theo Lechner, Fritz Norkauer                         | | weitere Bilder                                                         |
| Hofgarten-Springbrunnenanlage                                          | Altstadt, im Hofgarten (48° 8′ 35″ N, 11° 34′ 48″ O) (Mitte der 4 Objekte)                                                                       | 1826, erneuert 1956                    |                                                      | Vier Schalenbrunnen. Baudenkmal | weitere Bilder                                                         |
| Springbrunnen am Hohenzollernplatz                                     | Schwabing-West, Hohenzollernplatz (48° 9′ 42″ N, 11° 34′ 6″ O)                                                                                   | 1980                                   | Alfred Aschauer                                      | | weitere Bilder                                                         |
| Holländisches Mädchen mit Klompen                                      | Schwabing-Freimann, Hollandstraße (48° 10′ 17″ N, 11° 35′ 54″ O)                                                                                 | 1955                                   | Erich Hoffmann                                       | | weitere Bilder                                                         |
| Brunnen bei Holzskulptur Torre Pendente                                | Obergiesing, Edelweißplatz (48° 7′ 3″ N, 11° 34′ 54″ O)                                                                                          | 1989                                   | Rudolf Wachter                                       | Nach Schädigungen an der Holzskulptur wurde der Brunnen bei einer Neugestaltung 2022 so verändert, dass Kinder nun eine Spielmöglichkeit am Wasser haben. | Brunnen in Obergiesing am Edelweißplatz, München                       |
| Honigbrunnen                                                           | Altstadt, Viktualienmarkt (48° 8′ 8″ N, 11° 34′ 34″ O)                                                                                           | 1974                                   | Trog von Karl Oppenrieder                            | Brunnensäule stammt aus der Zeit vor dem Ersten Weltkrieg, vorheriger Standort in Gern. Das Brunnenbecken aus Kirchheimer Muschelkalk wurde bei der Neuaufstellung 1974 hergestellt. Der Name rührt vom Standort vor den Honigverkaufsständen her. Ausgewiesener Trinkbrunnen.                                                                                          | Honigbrunnen Viktualienmarkt München                                   |
| Hubertusbrunnen                                                        | Neuhausen, Waisenhausstraße (48° 9′ 33″ N, 11° 31′ 47″ O)                                                                                        | 1903–1907                              | Adolf von Hildebrand                                 | pavillonartiger Bau, an den abgeschrägten Außenecken Brunnen mit Bronzefiguren, im Inneren Brunnenschale mit dem Standbild eines Hirschen mit Kreuz im Geweih, auf dem Dach Figur des heiligen Hubertus. Der Brunnen stand bis 1937 in der Prinzregentenstraße vor dem Nationalmuseum, seit 1954 steht er in der Waisenhausstraße am Ende des Schlosskanals. Baudenkmal | weitere Bilder                                                         |
| Brunnen Hubertusstraße                                                 | Nymphenburg, Hubertusstraße 1 (48° 9′ 14″ N, 11° 31′ 10″ O)                                                                                      |                                        |                                                      | | Brunnen Hubertusstraße                                                 |
| Hyperion-Brunnen                                                       | Bogenhausen, Truderinger Straße 13 (48° 8′ 13″ N, 11° 37′ 23″ O)                                                                                 | 2019                                   |                                                      | | Hyperion-Brunnen                                                       |
| Ida-Schumacher-Brunnen                                                 | Altstadt, Viktualienmarkt (48° 8′ 5″ N, 11° 34′ 35″ O)                                                                                           | 1977                                   | Marlene Neubauer-Woerner                             | ausgewiesener Trinkbrunnen | weitere Bilder                                                         |
| Fontäne Inselmühle                                                     | Untermenzing, Von-Kahr-Straße 87 (48° 10′ 34″ N, 11° 27′ 45″ O)                                                                                  |                                        |                                                      | | Fontäne Inselmühle                                                     |
| Isarnixenbrunnen                                                       | Altstadt, Odeonsplatz 4, im Innenhof des Palais Leuchtenberg (48° 8′ 39″ N, 11° 34′ 38″ O)                                                       | 1968                                   | Andreas Ernst Rauch                                  | auch Neptunbrunnen oder Isargott-Brunnen genannt | Isarnixenbrunnen                                                       |
| Brunnen Isartalstraße 6                                                | Ludwigsvorstadt-Isarvorstadt, Isartalstraße 6 (48° 7′ 23″ N, 11° 33′ 43″ O)                                                                      |                                        |                                                      | | Brunnen Isartalstraße 6                                                |
| Brunnen Isartalstraße 49                                               | Ludwigsvorstadt-Isarvorstadt, Isartalstraße 49 (48° 7′ 12″ N, 11° 33′ 40″ O)                                                                     | 1975                                   | Konstantin Frick                                     | | Brunnen Isartalstraße 49                                               |
| Brunnen mit jagdbaren Tieren                                           | Haidhausen, Bordeauxplatz (48° 7′ 49″ N, 11° 36′ 3″ O)                                                                                           | 1929                                   | Alfred Keller                                        | Baudenkmal | weitere Bilder                                                         |
| Jagdschloss-Brunnen                                                    | Obermenzing, Alte Allee 21 (48° 9′ 18″ N, 11° 27′ 10″ O)                                                                                         | 2001                                   |                                                      | | Jagdschloss-Brunnen                                                    |
| Januskopfbrunnen                                                       | Harlaching, Oberbiberger Straße 161, im Perlacher Forst (48° 5′ 21″ N, 11° 34′ 29″ O)                                                            | 1904, Nachbildung 2000                 | Max Ostenrieder                                      | Nachbildung durch Toni Preis | Januskopfbrunnen                                                       |
| Jonas mit dem Walfisch                                                 | Bogenhausen, Gotthelfstraße 3 (48° 8′ 24″ N, 11° 37′ 25″ O)                                                                                      | 1989                                   | Roland Friederichsen                                 | Im Garten des Pfarrzentrums der katholischen Pfarrkirche St. Johann von Capistran | Jonas mit dem Walfisch                                                 |
| Joseph-Ruederer-Gedächtnis-Brunnen                                     | Bogenhausen, Nähe Maria-Theresia-Straße 20 (48° 8′ 34″ N, 11° 35′ 53″ O)                                                                         | 1920                                   | Eduard Beyrer                                        | in den Maximiliansanlagen. Baudenkmal | weitere Bilder                                                         |
| Brunnen in der Wohnanlage Josef-Wirth-Weg                              | Schwabing-Freimann, Josef-Wirth-Weg 21 (48° 11′ 58″ N, 11° 37′ 33″ O)                                                                            |                                        |                                                      | | Brunnen in der Wohnanlage Josef-Wirth-Weg                              |
| Junge mit Schwan                                                       | Schwabing-Freimann, Skulpturengarten im Tucherpark ()                                                                                            | 1953                                   | Lothar Dietz                                         | Früherer Standort: Theatinerstraße 6 (Hypopassage). Nicht mehr als Brunnen in Betrieb. | Junge mit Schwan                                                       |
| Junges Leben (Knabe mit Füllen)                                        | Sendling-Westpark, Luise-Kiesselbach-Platz (48° 6′ 47″ N, 11° 31′ 8″ O)                                                                          | 1932                                   | Lothar Dietz                                         | Bronze | weitere Bilder                                                         |
| Springbrunnen im Kabinettsgarten der Residenz                          | Altstadt, Alfons-Goppel-Straße (48° 8′ 27″ N, 11° 34′ 47″ O)                                                                                     |                                        |                                                      | | Springbrunnen im Kabinettsgarten der Residenz                          |
| Wasserbecken im Kabinettsgarten der Residenz                           | Altstadt, Alfons-Goppel-Straße (48° 8′ 27″ N, 11° 34′ 48″ O)                                                                                     | 2003                                   | Peter Kluska                                         | | Wasserbecken im Kabinettsgarten der Residenz                           |
| Karl-Albrecht-Hof-Brunnen                                              | Neuhausen, Nymphenburger Straße 154 (48° 9′ 10″ N, 11° 32′ 8″ O)                                                                                 |                                        |                                                      | | Karl-Albrecht-Hof-Brunnen                                              |
| Karl-Amadeus-Hartmann-Gedächtnisbrunnen                                | Maxvorstadt, Maximiliansplatz (48° 8′ 32″ N, 11° 34′ 19″ O)                                                                                      | 1971                                   | Toni Stadler                                         | auch Nereiden-Brunnen genannt | weitere Bilder                                                         |
| Brunnenanlage Karl-Theodor-Straße                                      | Schwabing, Karl-Theodor-Straße 92 (48° 10′ 4″ N, 11° 34′ 19″ O)                                                                                  | 1961                                   | Georg Brenninger                                     | aufragende, filigrane Kupferplastik in einem flachen Rundbecken, von Pflastersteinen und 71 umliegenden Nagelfluh-Würfeln umfasst; Baudenkmal | Brunnenanlage Karl-Theodor-Straße                                      |
| Karl-Valentin-Brunnen                                                  | Altstadt, Viktualienmarkt (48° 8′ 6″ N, 11° 34′ 32″ O)                                                                                           | 1953                                   | Ernst Andreas Rauch                                  | Ausgewiesener Trinkbrunnen | weitere Bilder                                                         |
| Brunnen Karlstraße 27                                                  | Maxvorstadt, Karlstraße 27, gegenüber St. Bonifatius (48° 8′ 37″ N, 11° 33′ 50″ O)                                                               | 2008                                   |                                                      | | weitere Bilder                                                         |
| Brunnen Campus Karlstraße                                              | Maxvorstadt, Karlstraße 8, im Innenhof des Campus Karlstraße der Hochschule München (48° 8′ 35″ N, 11° 34′ 8″ O)                                 |                                        |                                                      | | Brunnen Campus Karlstraße                                              |
| Kartoffelbrunnen                                                       | Altstadt, Viktualienmarkt (48° 8′ 5″ N, 11° 34′ 34″ O)                                                                                           | 1973                                   | Karl Oppenrieder                                     | Die gusseiserne Brunnensäule stammt von der ehemaligen Trambahnhaltestelle unmittelbar vor dem Anwesen der Harlachinger Einkehr an der Karolingerallee (Eisengießerei Kustermann, 1925). Das Muschelkalkbecken wurde bei der Neuaufstellung hergestellt. Der Name rührt vom Standort zwischen den Kartoffelständen her. Ausgewiesener Trinkbrunnen.                     | weitere Bilder                                                         |
| Kaskadenbrunnen                                                        | Bogenhausen, Mühlbaurstraße 16, vor der Bayerischen Landesärztekammer (48° 8′ 29″ N, 11° 36′ 40″ O)                                              | 1972                                   | Peter Lanz                                           | | weitere Bilder                                                         |
| Kaskadenbrunnen                                                        | Maxvorstadt, Barer Straße 29, vor der Neuen Pinakothek (48° 8′ 58″ N, 11° 34′ 18″ O)                                                             | 1961/1978                              | Toni Stadler, Georg Brenninger                       | Im Wasser befinden sich die Statue der griechischen Göttin Aglaia und eine symbolische Darstellung der fünf Erdteile. | weitere Bilder                                                         |
| Kaskadenbrunnen                                                        | Neuperlach, Thomas-Dehler-Straße 4 (48° 6′ 9″ N, 11° 38′ 49″ O)                                                                                  | 1974                                   | Alexander von Branca                                 | | weitere Bilder                                                         |
| Kaskadenbrunnen Thierschplatz                                          | Lehel, Thierschplatz 6 (48° 8′ 22″ N, 11° 35′ 23″ O)                                                                                             |                                        |                                                      | | Kaskadenbrunnen Thierschplatz                                          |
| Brunnen am Campus der Katholischen Stiftungsfachhochschule             | Haidhausen, Preysingstraße 83 (48° 7′ 56″ N, 11° 36′ 8″ O)                                                                                       |                                        |                                                      | | Brunnen Campus Katholischen Stiftungsfachhochschule                    |
| Brunnen Kaulbachstraße 37                                              | Maxvorstadt, Kaulbachstraße 37 (48° 8′ 58″ N, 11° 35′ 1″ O)                                                                                      |                                        |                                                      | Wandrelief mit darunter liegenden Brunnen im Eingangsbereich des Instituts für Zoologie, Fischereibiologie und Fischkrankheiten der LMU München | Brunnen Kaulbachstraße 37                                              |
| Kennedy-Brünnlein                                                      | Ramersdorf, Aribonenstraße 5 (48° 6′ 51″ N, 11° 36′ 53″ O)                                                                                       | 1927                                   |                                                      | Brunnentrog und Aufbau mit Reliefbildnis, roter Marmor, neuklassizistisch. Baudenkmal. Im Jahr 2010 von der Außenwand des Nebengebäudes zum hinteren Eingang verlegt. | weitere Bilder                                                         |
| Kind mit Gänsen                                                        | Bogenhausen, Possartstraße 29, im Vorgarten der HNO-Klinik (48° 8′ 37″ N, 11° 36′ 23″ O)                                                         |                                        |                                                      | | weitere Bilder                                                         |
| Kindlbrunnen                                                           | Schwabing-Freimann, Habsburgerplatz 3 (48° 9′ 30″ N, 11° 34′ 48″ O)                                                                              | 1929                                   | Anton Hiller                                         | Baudenkmal | weitere Bilder                                                         |
| Brunnen der Kirche Maria Trost                                         | Allach, Rueßstraße 47 (48° 11′ 9″ N, 11° 28′ 52″ O)                                                                                              |                                        |                                                      | | Brunnen der Kirche Maria Trost                                         |
| Kleine Kaskade                                                         | Nymphenburg, im Südlichen Kabinettsgarten, Schlosspark Nymphenburg (48° 9′ 26″ N, 11° 30′ 12″ O)                                                 | 1764                                   | François de Cuvilliés der Ältere                     | Baudenkmal | Kleine Kaskade                                                         |
| Klenzebrunnen                                                          | Maxvorstadt, Ludwigstraße 20 (48° 8′ 55″ N, 11° 34′ 50″ O)                                                                                       | 1964                                   | Franz Mikorey                                        | in den Arkaden der Ludwigskirche, Pendant zum Friedrich-von-Gärtner-Brunnen. Baudenkmal | weitere Bilder                                                         |
| Brunnen Liegendes Kreuz im Kloster der Servitinnen                     | Altstadt, Herzogspitalstraße 9 (48° 8′ 15″ N, 11° 34′ 3″ O)                                                                                      | 1955                                   | Blasius Gerg                                         | | Brunnen im Kloster der Servitinnen                                     |
| Brunnen Klugstraße                                                     | Neuhausen, Klugstraße 117 (48° 9′ 58″ N, 11° 32′ 5″ O)                                                                                           |                                        |                                                      | | Brunnen Klugstraße                                                     |
| Knabe auf Waller                                                       | Neuhausen, Wendl-Dietrich-Straße 70 (48° 9′ 5″ N, 11° 31′ 17″ O)                                                                                 | 1931                                   | Ferdinand Liebermann                                 | Brunnen mit Figur. Baudenkmal | Knabe auf Waller                                                       |
| Brunnen Kobellstraße                                                   | Ludwigsvorstadt, Kobellstraße 11 (48° 7′ 44″ N, 11° 33′ 15″ O)                                                                                   |                                        |                                                      | | Brunnen Kobellstraße                                                   |
| Konkave und konvexe Form                                               | Altstadt, Theatinerstraße 22 (48° 8′ 30″ N, 11° 34′ 35″ O)                                                                                       | 1973                                   | Hans Rucker                                          | Brunnen aus Carrara-Marmor im Theatinerhof | weitere Bilder                                                         |
| Kräutlmarktbrunnen                                                     | Altstadt, Marienplatz (48° 8′ 13″ N, 11° 34′ 36″ O)                                                                                              | 1972                                   | Wolf Hirtreiter                                      | Ausgewiesener Trinkbrunnen | Kräutlmarktbrunnen                                                     |
| Brunnen Kreuzhofstraße                                                 | Forstenried, Kreuzhofstraße 10 (48° 6′ 2″ N, 11° 30′ 6″ O)                                                                                       | 1974                                   | Walter Winkelmann                                    | | Brunnen Kreuzhofstraße                                                 |
| Kronprinz-Rupprecht-Brunnen                                            | Altstadt, vor dem Osteingang der Residenz, Alfons-Goppel-Straße 11 (48° 8′ 28″ N, 11° 34′ 50″ O)                                                 | 1961                                   | Bernhard Bleeker                                     | | weitere Bilder                                                         |
| Die Kundschafter                                                       | Nymphenburg, Nibelungenstraße 51 an der Evang.-Luth. Stephanuskirche (48° 9′ 12″ N, 11° 31′ 9″ O)                                                | 1963                                   | Roland von Bohr                                      | | Kundschafter Brunnen                                                   |
| Kugelbrunnen                                                           | Feldmoching, Weitlstraße 115 (48° 12′ 29″ N, 11° 33′ 6″ O)                                                                                       |                                        |                                                      | | Kugelbrunnen Feldmoching                                               |
| Kugelbrunnen Pfarrstraße                                               | Lehel, Pfarrstraße 14 (48° 8′ 18″ N, 11° 35′ 16″ O)                                                                                              |                                        |                                                      | | Kugelbrunnen Pfarrstraße                                               |
| Springbrunnen Landsberger Straße 282                                   | Laim, Landsberger Straße 282 (48° 8′ 36″ N, 11° 30′ 21″ O)                                                                                       |                                        |                                                      | | Springbrunnen Landsberger Straße 282                                   |
| Springbrunnen Landsberger Straße 284                                   | Laim, Landsberger Straße 284 (48° 8′ 36″ N, 11° 30′ 19″ O)                                                                                       |                                        |                                                      | | Springbrunnen Landsberger Straße 284                                   |
| Springbrunnen Landsberger Straße 312                                   | Laim, Landsberger Straße 312 (48° 8′ 37″ N, 11° 30′ 2″ O)                                                                                        |                                        |                                                      | | Springbrunnen Landsberger Straße 312                                   |
| Laufbrunnen im Alten Südfriedhof                                       | Isarvorstadt, im Alten Südfriedhof an der Südseite der Stephanskirche (48° 7′ 50″ N, 11° 34′ 0″ O)                                               |                                        |                                                      | | Laufbrunnen im Alten Südfriedhof                                       |
| Laufbrunnen im Schlosspark Nymphenburg                                 | Nymphenburg, im Schlosspark Nymphenburg (48° 9′ 32″ N, 11° 30′ 10″ O)                                                                            | 1928                                   | Krongutbauamt München                                | an der nordöstlichen Ecke des Gartenparterres. Baudenkmal | Laufbrunnen im Schlosspark Nymphenburg                                 |
| Brunnen Lazarettstraße                                                 | Nymphenburg, Lazarettstraße 4 (48° 9′ 4″ N, 11° 32′ 44″ O)                                                                                       | 1987                                   |                                                      | | Brunnen Lazarettstraße                                                 |
| Brunnen auf dem Vorplatz Leiden Christi                                | Obermenzing, auf dem westlichen Vorplatz Leiden Christi (48° 9′ 50″ N, 11° 27′ 42″ O)                                                            | 1987                                   |                                                      | Brunnentrog | Brunnentrog westlicher Vorplatz Leiden Christi, München                |
| Brunnen im Innenhof des Pfarrheims Leiden Christi                      | Obermenzing, Passionistenstraße 12 Pfarrheim Leiden Christi (48° 9′ 51″ N, 11° 27′ 43″ O)                                                        |                                        |                                                      | | Brunnen Pfarrheim Leiden Christi                                       |
| Lenbachbrunnen                                                         | Maxvorstadt, im Garten des Lenbachhauses, Luisenstraße 33 (48° 8′ 49″ N, 11° 33′ 51″ O)                                                          | 1887                                   | Gabriel von Seidl                                    | Baudenkmal | weitere Bilder                                                         |
| Brunnen Leopoldstraße 4                                                | Schwabing-Freimann, Leopoldstraße 4 (48° 9′ 9″ N, 11° 34′ 58″ O)                                                                                 |                                        |                                                      | | Brunnen Leopoldstraße 4                                                |
| Liesl-Karlstadt-Brunnen                                                | Altstadt, Viktualienmarkt (48° 8′ 6″ N, 11° 34′ 35″ O)                                                                                           | 1961                                   | Hans Osel                                            | Ausgewiesener Trinkbrunnen | weitere Bilder                                                         |
| Brunnen Lindwurmstraße 95a                                             | Ludwigsvorstadt-Isarvorstadt, Lindwurmstraße 95a im Innenhof (48° 7′ 42″ N, 11° 33′ 27″ O)                                                       |                                        |                                                      | Brunnen aus dem Mahlwerk der Papiermühle Kurz in Ismaning | Brunnen Lindwurmstraße 95a                                             |
| Brunnen Lindwurmstraße 109                                             | Ludwigsvorstadt-Isarvorstadt, Lindwurmstraße 109 im Innenhof (48° 7′ 40″ N, 11° 33′ 20″ O)                                                       |                                        |                                                      | | Brunnen Lindwurmstraße 109                                             |
| Wandbrunnen Löwengrube                                                 | Altstadt, Ettstraße 2 (48° 8′ 19″ N, 11° 34′ 15″ O)                                                                                              |                                        |                                                      | | Wandbrunnen Löwengrube                                                 |
| Laufbrunnen Lohstraße                                                  | Untergiesing, Lohstraße (48° 6′ 48″ N, 11° 34′ 23″ O)                                                                                            | 1930                                   |                                                      | Baudenkmal | weitere Bilder                                                         |
| Pumpbrunnen Lohstraße                                                  | Untergiesing, Lohstraße 11 (48° 7′ 1″ N, 11° 34′ 35″ O)                                                                                          | 1892                                   |                                                      | Baudenkmal | Pumpbrunnen Lohstraße                                                  |
| Brunnen Loristraße                                                     | Maxvorstadt, Loristraße 6 (48° 9′ 0″ N, 11° 33′ 3″ O)                                                                                            | 1978                                   | Marie Luise Wilckens                                 | | Loristraße 6                                                           |
| Brunnen Loristraße Innenhof                                            | Maxvorstadt, Loristraße 6 Innenhof (48° 9′ 1″ N, 11° 33′ 5″ O)                                                                                   | 1979                                   | Peter Leitzmann                                      | | Loristraße 6 Innenhof                                                  |
| Löwen-Passagen-Brunnen                                                 | Altstadt, Fürstenfelderstraße 9 (48° 8′ 13″ N, 11° 34′ 23″ O)                                                                                    | 1977                                   | Manfred Mayerle und Andreas Sobeck                   | | Löwen-Passagen-Brunnen                                                 |
| Brunnen im Salinenhof der Ludwig-Maximilians-Universität               | Maxvorstadt, Eingang Schellingstraße 27 (48° 9′ 0″ N, 11° 34′ 46″ O)                                                                             | 1965                                   | Herbert Peters                                       | | weitere Bilder                                                         |
| Brunnen Luisenstraße                                                   | Maxvorstadt, Luisenstraße 9 Innenhof (48° 8′ 35″ N, 11° 33′ 41″ O)                                                                               |                                        |                                                      | | Brunnen Luisenstr. 9                                                   |
| Mädchen auf Schildkröte                                                | Altstadt, Oberanger 32 (48° 8′ 4″ N, 11° 34′ 14″ O)                                                                                              | 1971 (2007 an jetzigem Standort)       | Jean Henninger                                       | | weitere Bilder                                                         |
| Mädchen mit Seehund                                                    | Schwabing-West, vor Hiltenspergerstraße 36 (48° 9′ 39″ N, 11° 34′ 1″ O)                                                                          | 1930                                   | Ferdinand Liebermann                                 | Baudenkmal | Mädchen mit Seehund                                                    |
| Brunnen Mandlstraße                                                    | Schwabing-Freimann, Mandlstraße 1 (48° 9′ 28″ N, 11° 35′ 22″ O)                                                                                  | 1907                                   | Mathias Gasteiger                                    | | Brunnen Mandlstraße                                                    |
| Märchenbrunnen                                                         | Schwabing-Freimann, Ernst-Toller-Platz (48° 9′ 53″ N, 11° 35′ 1″ O)                                                                              | 1999                                   | Barbara Hamann                                       | | weitere Bilder                                                         |
| Brunnen Maria Himmelfahrt                                              | Allach, Höcherstraße 14 (48° 11′ 40″ N, 11° 27′ 39″ O)                                                                                           | 1972                                   | Raimund Hartmann                                     | Darstellung von dem Hl. Johannes der Täufer | Brunnen Maria Himmelfahrt                                              |
| Brunnen Maria Immaculata                                               | Harlaching, Seybothstraße 53 (48° 5′ 18″ N, 11° 33′ 37″ O)                                                                                       |                                        |                                                      | Thema der Brunnenskulptur ist die Arche Noah | weitere Bilder                                                         |
| Maria mit Jesuskind                                                    | Pasing, Pasinger Marienplatz (48° 8′ 48″ N, 11° 27′ 33″ O)                                                                                       | 1921                                   | Arwed Peterson                                       | Baudenkmal | Maria mit Jesuskind                                                    |
| Maria, Quell des Lebens                                                | Schwabing-West, Petuelpark, Barlachstraße 26 (48° 10′ 39″ N, 11° 34′ 29″ O)                                                                      | 2004                                   | Hans van Houwelingen                                 | übergroße Marmor-Brunnenfigur nach dem Modell einer spätgotischen Madonna von Jakob Kaschauer | Maria-Quell-des-Lebens-Brunnen München                                 |
| Steintrog Martin-Empl-Ring                                             | Riem, Martin-Empl-Ring 15 (48° 8′ 23″ N, 11° 40′ 53″ O)                                                                                          | 1990                                   | Monika Neumann                                       | | Steintrog Martin-Empl-Ring                                             |
| Brunnen an der Maxburgstraße                                           | Altstadt, Maxburgstraße (48° 8′ 25″ N, 11° 34′ 8″ O)                                                                                             |                                        |                                                      | | Brunnen an der Maxburgstraße                                           |
| Brunnen Maximilian-Kolbe-Allee                                         | Neuperlach, Maximilian-Kolbe-Allee (48° 5′ 20″ N, 11° 38′ 34″ O)                                                                                 | 1991                                   | Neue Heimat                                          | | Brunnen Maximilian-Kolbe-Allee                                         |
| Brunnen Maximilianstraße                                               | Altstadt, Maximilianstraße 2 (48° 8′ 21″ N, 11° 34′ 41″ O)                                                                                       |                                        |                                                      | | Brunnen Maximilianstraße                                               |
| Springbrunnen vor dem Maximilianeum                                    | Haidhausen, unterhalb des Maximilianeums (48° 8′ 11″ N, 11° 35′ 37″ O)                                                                           |                                        |                                                      | | weitere Bilder                                                         |
| Grottenbrunnen am Maxtor                                               | Altstadt, Maximiliansplatz 18 (48° 8′ 29″ N, 11° 34′ 16″ O)                                                                                      | 1886                                   | Adolf Lallinger                                      | Baudenkmal | Grottenbrunnen am Maxtor                                               |
| Kugelbrunnen                                                           | Maxvorstadt, Maillingerstraße 11, im Park des Bayerischen Landeskriminalamtes (48° 8′ 55″ N, 11° 32′ 44″ O)                                      |                                        |                                                      | | Maxvorstadt Kugelbrunnen                                               |
| Brunnen am Max-Weber-Platz                                             | Haidhausen, Max-Weber-Platz (48° 8′ 7″ N, 11° 35′ 53″ O)                                                                                         | 1888                                   | F. S. Kustermann                                     | Steinbecken mit Gusseisensäule, Baudenkmal | Brunnen am Max-Weber-Platz                                             |
| Meiller-Brunnen                                                        | Moosach, Margarete-Steiff-Straße Ecke Berta-Hummel-Straße (48° 10′ 48″ N, 11° 30′ 18″ O)                                                         | 1955                                   |                                                      | Auf dem ehemaligen Gelände des Meiller Unternehmens | Meiller-Brunnen                                                        |
| Melusinenbrunnen                                                       | Ramersdorf, Karl-Preis-Platz (48° 7′ 9″ N, 11° 36′ 37″ O)                                                                                        | 1939                                   | Adolf Rothenburger                                   | mit Steinfigur Melusine, Baudenkmal | weitere Bilder                                                         |
| Merkurbrunnen                                                          | Altstadt, Tal 13 (48° 8′ 10″ N, 11° 34′ 45″ O)                                                                                                   | 1902, 1975                             | Hugo Kaufmann                                        | nach einem Entwurf von Friedrich von Thiersch, Baudenkmal; ausgewiesener Trinkbrunnen | weitere Bilder                                                         |
| Fünf Fontänen im Messesee                                              | Riem, Am Messesee 2, vor dem Haupteingang zur Neuen Messe (48° 8′ 7″ N, 11° 41′ 29″ O)                                                           | 1998                                   |                                                      | | Fünf Fontänen im Messesee                                              |
| Brunnen Mitterfeldstraße                                               | Pasing, Mitterfeldstraße 17 (48° 8′ 19″ N, 11° 28′ 52″ O)                                                                                        | 1977                                   |                                                      | | Brunnen Mitterfeldstr                                                  |
| Mondbrunnen                                                            | Ludwigsvorstadt, Kurt-Haertel-Passage (48° 8′ 25″ N, 11° 32′ 57″ O)                                                                              | 1993                                   | Hannsjörg Voth                                       | Flaches Wasserbecken aus schwarzem Granit mit einer maximalen Tiefe von 15 Zentimetern. In der Mitte ein Wasserlauf, der das 34 Meter lange und 4 Meter breite Becken speist, in dem 28 Granitsteine die Mondphasen darstellen | Mondbrunnen                                                            |
| Brunnen Moosacher Straße 88                                            | Milbertshofen, Moosacher Straße 88 (48° 11′ 13″ N, 11° 32′ 38″ O)                                                                                |                                        |                                                      | | Brunnen Moosacher Straße 88                                            |
| Brunnen Moosacher Straße 90                                            | Milbertshofen, Moosacher Straße 90 (48° 11′ 15″ N, 11° 32′ 33″ O)                                                                                |                                        |                                                      | | Brunnen Moosacher Straße 90                                            |
| Mosesbrunnen                                                           | Altstadt, Lenbachplatz 7 (48° 8′ 25″ N, 11° 34′ 12″ O)                                                                                           | 1955                                   | Josef Henselmann                                     | im Hof der Maxburg, Baudenkmal | weitere Bilder                                                         |
| Brunnen Mühldorfstraße 15                                              | Berg am Laim, Brunnen Mühldorfstraße 15 (48° 7′ 40″ N, 11° 36′ 47″ O)                                                                            | 1986                                   |                                                      | auf dem Firmengelände von Rohde & Schwarz | Brunnen Mühldorfstraße 15                                              |
| Mühlsteinbrunnen                                                       | Ludwigsvorstadt-Isarvorstadt, Dreimühlenstraße 14 (48° 7′ 21″ N, 11° 33′ 39″ O)                                                                  |                                        |                                                      | | Mühlsteinbrunnen                                                       |
| Brunnen an der München Klinik Neuperlach                               | Neuperlach, Oskar-Maria-Graf-Ring 51 (48° 5′ 43″ N, 11° 39′ 23″ O)                                                                               |                                        |                                                      | vor dem Klinikeingang | weitere Bilder                                                         |
| Zierbrunnen Muttenthalerstraße                                         | Obersendling, Muttenthalerstraße 7 (48° 4′ 26″ N, 11° 30′ 45″ O)                                                                                 | 1928                                   |                                                      | Baudenkmal | Zierbrunnen Muttenthalerstraße                                         |
| Mutter mit Kindern                                                     | Laim, Reindlstraße (48° 7′ 37″ N, 11° 30′ 3″ O)                                                                                                  | 1931                                   | Emil Epple                                           | Baudenkmal | Mutter mit Kindern                                                     |
| Myrthenbrunnen                                                         | Ludwigsvorstadt, Schützenstraße (48° 8′ 24″ N, 11° 33′ 42″ O)                                                                                    | 1983                                   | Hubert Elsässer                                      | | weitere Bilder                                                         |
| Narzissbrunnen                                                         | Lehel, Prinzregentenstraße (48° 8′ 35″ N, 11° 35′ 24″ O)                                                                                         | 1896                                   | Hubert Netzer                                        | im Hof des Bayerischen Nationalmuseums, Baudenkmal | weitere Bilder                                                         |
| Neptunbrunnen                                                          | Bogenhausen, Lüderitzstraße 1 (48° 8′ 26″ N, 11° 38′ 35″ O)                                                                                      |                                        |                                                      | | Neptunbrunnen                                                          |
| Neptunbrunnen                                                          | Moosach, Franz-Marc-Straße 6, in der Borstei (48° 10′ 13″ N, 11° 32′ 2″ O)                                                                       | 1960                                   |                                                      | | Neptunbrunnen                                                          |
| Neptunbrunnen                                                          | Großhadern, Sauerbruchstraße 10 (48° 6′ 50″ N, 11° 28′ 35″ O)                                                                                    | 1967                                   | Elmar Dietz                                          | | weitere Bilder                                                         |
| Neptunbrunnen                                                          | Maxvorstadt, im Alten Botanischen Garten, Elisenstraße (48° 8′ 29″ N, 11° 33′ 55″ O)                                                             | 1937                                   | Josef Wackerle                                       | Baudenkmal | weitere Bilder                                                         |
| Brunnen im Neuen Südfriedhof                                           | Perlach, Hochäckerstraße (48° 5′ 56″ N, 11° 37′ 7″ O)                                                                                            |                                        |                                                      | Zahlreiche unterschiedliche Steinbrunnen | weitere Bilder                                                         |
| Trinkbrunnen im Neuen Rathaus                                          | Altstadt, Marienplatz 8 (48° 8′ 17″ N, 11° 34′ 33″ O)                                                                                            |                                        |                                                      | gleichartige Trinkbrunnen im Treppenhaus des Neuen Rathauses | Trinkbrunnen Neues Rathaus                                             |
| Nikebrunnen                                                            | Bogenhausen, Möhlstraße 35 (48° 8′ 47″ N, 11° 36′ 7″ O)                                                                                          | 1894 (?)                               |                                                      | im Vorgarten des Baudenkmales D-1-62-000-4585 | Nikebrunnen im Vorgarten des Baudenkmals in der Möhlstr. 35            |
| Nischenbrunnen                                                         | Au, Am Nockherberg, zum Schmedererweg (48° 7′ 17″ N, 11° 34′ 53″ O)                                                                              | 1905                                   | August Blössner                                      | Wandbrunnen am Nockherberg | Nischenbrunnen am Nockherberg                                          |
| Nixenbrunnen                                                           | Lehel, Prinzregentenstraße 56, Ecke Widenmayerstraße (48° 8′ 30″ N, 11° 35′ 39″ O)                                                               | 1957                                   | Franz Mikorey                                        | | weitere Bilder                                                         |
| Brunnen im Nordfriedhof                                                | Schwabing, Ungererstraße 130 (48° 10′ 29″ N, 11° 35′ 59″ O)                                                                                      |                                        |                                                      | mehrere Brunnen, Baudenkmal | weitere Bilder                                                         |
| Brunnen in der Urnenhalle des Nordfriedhofs                            | Schwabing, Ungererstraße 130 (48° 10′ 37″ N, 11° 36′ 21″ O)                                                                                      | 1962                                   | Eugen Jacoby                                         | | Brunnen Urnenhalle Nordfriedhof                                        |
| Nornenbrunnen                                                          | Maxvorstadt, Maximiliansplatz (48° 8′ 34″ N, 11° 34′ 18″ O)                                                                                      | 1907                                   | Hubert Netzer                                        | Baudenkmal, früher am Stachus, seit 1965 am jetzigen Standort | weitere Bilder                                                         |
| Nymphenbrunnen                                                         | Altstadt, Hofgarten (48° 8′ 36″ N, 11° 34′ 43″ O)                                                                                                | 1852                                   | Ludwig Schwanthaler                                  | auch Loreley-Brunnen genannt | weitere Bilder                                                         |
| Fontänen im Schlosspark Nymphenburg                                    | Nymphenburg, Schlosspark Nymphenburg (48° 9′ 30″ N, 11° 30′ 20″ O)                                                                               |                                        |                                                      | Jeweils eine Fontäne auf der Stadt- und Gartenseite des Schlosses | weitere Bilder                                                         |
| Nymphenbrunnen                                                         | Schwanthalerhöhe, Gollierplatz (Ostseite) (48° 8′ 10″ N, 11° 32′ 14″ O)                                                                          | 1934                                   | Elmar Dietz                                          | Steinschale mit Gruppe von vier Nymphen, Baudenkmal | weitere Bilder                                                         |
| Brunnen Nymphenburger Friedhof                                         | Nymphenburg, Maria-Ward-Straße 5 (48° 9′ 45″ N, 11° 30′ 24″ O)                                                                                   |                                        |                                                      | | Brunnen Nymphenburger Friedhof                                         |
| Brunnen Nymphenburger Straße 3                                         | Maxvorstadt, Brunnen Nymphenburger Straße 3 (48° 8′ 51″ N, 11° 33′ 27″ O)                                                                        |                                        |                                                      | | Brunnen Nymphenburger Straße 3                                         |
| Brunnen Nymphenburger Straße 3b                                        | Maxvorstadt, Nymphenburger Straße 3b (48° 8′ 49″ N, 11° 33′ 26″ O)                                                                               |                                        |                                                      | | Brunnen Nymphenburger Straße 3b                                        |
| Brunnen Nymphenburger Straße 4                                         | Maxvorstadt, Nymphenburger Straße 4 (48° 8′ 54″ N, 11° 33′ 26″ O)                                                                                |                                        |                                                      | | Brunnen Nymphenburger Straße 4                                         |
| Brunnen Nymphenburger Straße 21                                        | Maxvorstadt, Brunnen Nymphenburger Straße 21 (48° 8′ 53″ N, 11° 33′ 18″ O)                                                                       |                                        |                                                      | | Brunnen Nymphenburger Straße 21                                        |
| Brunnen Nymphenburger Straße 21a                                       | Maxvorstadt, Brunnen Nymphenburger Straße 21a (48° 8′ 51″ N, 11° 33′ 15″ O)                                                                      |                                        |                                                      | | Brunnen Nymphenburger Straße 21a                                       |
| Brunnen Nymphenburger Straße 21a                                       | Maxvorstadt, Brunnen Nymphenburger Straße 21a (48° 8′ 50″ N, 11° 33′ 16″ O)                                                                      |                                        |                                                      | | Brunnen Nymphenburger Straße 21a                                       |
| Brunnen Nymphenburger Straße 39                                        | Maxvorstadt, Brunnen Nymphenburger Straße 39 (48° 8′ 55″ N, 11° 33′ 6″ O)                                                                        |                                        |                                                      | | Brunnen Nymphenburger Straße 39                                        |
| Brunnen Nymphenburger Straße 84                                        | Neuhausen, Nymphenburger Straße 84 (48° 9′ 0″ N, 11° 32′ 48″ O)                                                                                  |                                        |                                                      | | weitere Bilder                                                         |
| Brunnen Nymphenburger Straße 92                                        | Neuhausen, Nymphenburger Straße 92 (48° 9′ 1″ N, 11° 32′ 43″ O)                                                                                  |                                        |                                                      | | weitere Bilder                                                         |
| Brunnen Nymphenburger Straße 186                                       | Neuhausen, Nymphenburger Straße 186 (48° 9′ 20″ N, 11° 31′ 57″ O)                                                                                |                                        |                                                      | | Brunnen Nymphenburger Straße 186                                       |
| Brunnen im Innenhof der Oberfinanzdirektion                            | Maxvorstadt, Sophienstraße 6 (48° 8′ 33″ N, 11° 33′ 58″ O)                                                                                       | 1942                                   | Bauamt der Oberfinanzdirektion                       | Zwei Brunnenschalen im Innenhof der Oberfinanzdirektion | weitere Bilder                                                         |
| Ochsenbrunnen                                                          | Isarvorstadt, Thalkirchner Straße, Ecke Zenettistraße (48° 7′ 23″ N, 11° 33′ 34″ O)                                                              | 1962                                   | Hans Wimmer                                          | Das Wasser am Brunnen ist seit vielen Jahren abgestellt; vormals mit dem Kühlwasser eines Schlachthofbetriebs gespeist | weitere Bilder                                                         |
| Brunnen im Hof des Odeons                                              | Maxvorstadt, Odeonsplatz 3 (48° 8′ 36″ N, 11° 34′ 37″ O)                                                                                         | 1952                                   | Emil Krieger und Anton Kolb                          | | Brunnen im Hof des Odeons                                              |
| Brunnen Oertelplatz                                                    | Allach, Oertelplatz 11 (48° 11′ 23″ N, 11° 28′ 2″ O)                                                                                             | 2019                                   | Zaharias Landschaftsarchitekten                      | Brunnen mit 85 wasserspeienden Düsen | Brunnen Oertelplatz                                                    |
| Oktogon                                                                | Moosach, Dachauer Straße, Ecke Georg-Brauchle-Ring, im Eingangsbereich des Hauses des Sports des BLSV (48° 10′ 32″ N, 11° 31′ 24″ O)             |                                        |                                                      | | Brunnen Oktogon Moosach                                                |
| Oktogonbrunnen                                                         | Schwanthalerhöhe, Barthstraße 9 (48° 8′ 23″ N, 11° 31′ 42″ O)                                                                                    | 1929 (?)                               |                                                      | | Oktogon Schwanthalerhöhe                                               |
| Brunnen Olympia-Pressestadt                                            | Moosach, Riesstraße 86 (48° 11′ 0″ N, 11° 32′ 15″ O)                                                                                             | 1972                                   | Alexander von Branca                                 | | Brunnen Olympia-Pressestadt                                            |
| Becken im Olympischen Dorf                                             | Milbertshofen, Olympisches Dorf, Nadistraße 59 (48° 10′ 51″ N, 11° 32′ 57″ O)                                                                    | 1972                                   |                                                      | | Becken im Olympischen Dorf                                             |
| Brunnenanlage im Olympischen Dorf                                      | Milbertshofen, Olympisches Dorf, Straßbergerstraße 139 (48° 11′ 6″ N, 11° 32′ 52″ O)                                                             | 1972                                   |                                                      | | Brunnenanlage im Olympischen Dorf                                      |
| Fontänen im Olympischen Dorf                                           | Milbertshofen, Olympisches Dorf, Nadistraße 67 (48° 10′ 51″ N, 11° 32′ 53″ O)                                                                    | 1972                                   |                                                      | | Fontänen im Olympischen Dorf                                           |
| Springbrunnen im Olympischen Dorf                                      | Milbertshofen, Olympisches Dorf, Nadistraße 55 (48° 10′ 51″ N, 11° 32′ 58″ O)                                                                    | 1972                                   | Peter Leitzmann und Karl Kagerer                     | | Springbrunnen im Olympischen Dorf                                      |
| Brunnen am Orleansplatz                                                | Haidhausen, Orleansplatz (48° 7′ 42″ N, 11° 36′ 13″ O)                                                                                           | 1989                                   |                                                      | Skulpturen 1904 von Erwin Kurz | weitere Bilder                                                         |
| Frischwasserbrunnen am Orleansplatz                                    | Haidhausen, Orleansplatz (48° 7′ 43″ N, 11° 36′ 12″ O)                                                                                           | 2022                                   |                                                      | Bei der Umgestaltung des Orleansplatzes wurde der alte Trinkwasserbrunnen aus dem Jahr 1988 ersetzt | weitere Bilder                                                         |
| Brunnen Orleansstraße                                                  | Haidhausen, Orleansstraße 44/48 (48° 7′ 36″ N, 11° 36′ 9″ O)                                                                                     |                                        |                                                      | Brunnen an der Staatlichen Fachober- und Berufsoberschule Technik München | Brunnen Orleansstraße                                                  |
| Springbrunnen Osterwaldstraße                                          | Schwabing-Freimann, Osterwaldstraße 73 (48° 10′ 16″ N, 11° 36′ 10″ O)                                                                            | 1969                                   |                                                      | | Springbrunnen Osterwaldstraße                                          |
| Brunnen im Ostfriedhof                                                 | Obergiesing, im Ostfriedhof (48° 7′ 10″ N, 11° 35′ 12″ O)                                                                                        |                                        |                                                      | mehrere ähnlich gebaute einfache Brunnen | weitere Bilder                                                         |
| Brunnen im Ostfriedhof                                                 | Obergiesing, im Ostfriedhof (48° 7′ 10″ N, 11° 35′ 17″ O)                                                                                        |                                        |                                                      | zentral im Ostfriedhof gelegen | weitere Bilder                                                         |
| Springbrunnen im Ostfriedhof                                           | Obergiesing, im Ostfriedhof am Haupteingang (48° 7′ 5″ N, 11° 35′ 21″ O)                                                                         |                                        |                                                      | zwei symmetrisch angeordnete gleichartige Springbrunnen | weitere Bilder                                                         |
| Trinkbrunnen am Ostfriedhof                                            | Obergiesing, am Ostfriedhof, Ecke Sankt-Bonifatius-Straße/Tegernseer Landstraße (48° 7′ 9″ N, 11° 35′ 2″ O)                                      | 1928                                   | Josef Aschenbrenner und Georg Körnlein               | Trinkwasser-Hängebrunnen aus Kirchheimer Muschelkalk | weitere Bilder                                                         |
| Brunnen in der Pacelli-Passage                                         | Altstadt, Pacellistraße 4 (48° 8′ 28″ N, 11° 34′ 18″ O)                                                                                          | 1984                                   | Helmuth Hentrich                                     | Dreistufiger Brunnen | Brunnen in der Pacelli-Passage                                         |
| Brunnenanlage Palais Leopold                                           | Schwabing-Freimann, Leopoldstraße 8 (48° 9′ 11″ N, 11° 34′ 59″ O)                                                                                |                                        |                                                      | | Brunnenanlage Palais Leopold                                           |
| Brunnen Paschstraße                                                    | Neuhausen, Paschstraße 46 (48° 9′ 55″ N, 11° 32′ 1″ O)                                                                                           |                                        |                                                      | | Brunnen Paschstraße                                                    |
| Panbrunnen                                                             | Fürstenried, Forst-Kasten-Allee 103, im Park von Schloss Fürstenried (48° 5′ 38″ N, 11° 29′ 5″ O)                                                | 1889                                   | Carl Fischer (1838–1891)                             | | Panbrunnen                                                             |
| Parkfriedhof Untermenzing Brunnen                                      | Untermenzing, Eversbuschstraße 9a (48° 10′ 41″ N, 11° 27′ 34″ O)                                                                                 |                                        |                                                      | verschiedene Brunnen auf dem Parkfriedhof Untermenzing, zugehörig zur Pfarrkirche St. Martin | Parkfriedhof Untermenzing Brunnen                                      |
| Kugelbrunnen                                                           | Pasing, Planegger Straße 9, im Hinterhof (48° 8′ 44″ N, 11° 27′ 34″ O)                                                                           |                                        |                                                      | Kugelbrunnen mit Tauben | Kugelbrunnen Pasing                                                    |
| Brunnen im Innenhof der Pasinger Fabrik                                | Pasing, August-Exter-Straße 1 (48° 9′ 3″ N, 11° 27′ 42″ O)                                                                                       |                                        |                                                      | | Brunnen im Innenhof der Pasinger Fabrik                                |
| Brunnen im Innenhof des Deutschen Patentamtes                          | Isarvorstadt, Zweibrückenstraße 12 (48° 7′ 56″ N, 11° 35′ 2″ O)                                                                                  | 1959                                   | Fritz Koenig                                         | Brunnen aus Nagelfluh | Brunnen im Innenhof des Deutschen Patentamtes                          |
| Paulanerbräu-Brunnen                                                   | Au, Ohlmüllerstraße 42 (48° 7′ 23″ N, 11° 34′ 55″ O)                                                                                             | 1984                                   |                                                      | zum 350-jährigen Bestehen der Brauerei errichtet. Im Oktober 2016 vom ursprünglichen Standort an der Hochstraße 75, der ehemaligen Paulaner-Brauerei-Zentrale, an den neuen Standort verlegt. | weitere Bilder                                                         |
| Paulaner-Brunnen                                                       | Schwabing, Kleinhesseloher See 2, im Wirtsgarten der Gaststätte Seehaus (48° 9′ 38″ N, 11° 35′ 53″ O)                                            |                                        |                                                      | Kopie des Brunnens im Paulaner Biergarten am Nockherberg | Paulaner-Brunnen                                                       |
| Peterlbrunnen                                                          | Laim, Stürzerstraße 14/16 (48° 7′ 42″ N, 11° 30′ 0″ O)                                                                                           | 1930                                   | Ruth Schaumann                                       | Baudenkmal | Peterlbrunnen                                                          |
| Brunnen im Perlachpark                                                 | Neuperlach, See im Perlachpark (48° 5′ 11″ N, 11° 38′ 8″ O)                                                                                      |                                        | Albert Hien                                          | 1987/1992 | weitere Bilder                                                         |
| Perseusbrunnen                                                         | Altstadt, Münchner Residenz (48° 8′ 27″ N, 11° 34′ 42″ O)                                                                                        | 1585                                   | Friedrich Sustris, Hans Krumpper oder Hubert Gerhard | im Grottenhof der Residenz, Baudenkmal | Perseusbrunnen                                                         |
| Brunnen in der Perusa-Passage                                          | Altstadt, Residenzstraße 19 (48° 8′ 26″ N, 11° 34′ 37″ O)                                                                                        | 1957                                   | Alfred Reich                                         | Drei gleichartige Brunnen | Brunnen in der Perusa-Passage                                          |
| Peter-Dörfler-Brünnlein                                                | Neuhausen, Winthirstraße 15 (48° 9′ 18″ N, 11° 31′ 47″ O)                                                                                        |                                        | Ruth Schaumann                                       | Brunnen am Grab von Peter Dörfler auf dem Winthirfriedhof | Peter-Dörfler-Brünnlein                                                |
| Brunnen am Pettenkofer-Institut                                        | Ludwigsvorstadt, Pettenkoferstraße 9a (48° 8′ 3″ N, 11° 33′ 44″ O)                                                                               | 1961                                   | Josef Gollwitzer                                     | | Brunnen am Pettenkofer-Institut                                        |
| Brunnenanlage Petuelpark                                               | Schwabing-West, Petuelpark (48° 10′ 39″ N, 11° 34′ 55″ O)                                                                                        |                                        | Harald Klingelhöller                                 | | Brunnenanlage Petuelpark                                               |
| Philipp-Neri-Brunnen                                                   | Neuperlach, Kafkastraße 17 (48° 5′ 51″ N, 11° 39′ 11″ O)                                                                                         |                                        | Hans Kastler                                         | | weitere Bilder                                                         |
| Drachenbrunnen Petuelpark                                              | Schwabing-West, Petuelpark (48° 10′ 41″ N, 11° 34′ 37″ O)                                                                                        | 2004                                   |                                                      | | Drachenbrunnen Petuelpark                                              |
| Wandbrunnen an der Pilgersheimer Straße                                | Untergiesing, neben Pilgersheimer Straße 19 (48° 7′ 3″ N, 11° 34′ 27″ O)                                                                         | 1927                                   |                                                      | | Wandbrunnen an der Pilgersheimer Straße                                |
| Pinguinbrunnen                                                         | Obergiesing, Perlacher Straße 53/55 (48° 6′ 39″ N, 11° 35′ 6″ O)                                                                                 | 1931                                   | Adolf Giesin                                         | Runde Beckenschale aus Kunststein, darauf Pinguin aus Bronze, Baudenkmal | Pinguinbrunnen                                                         |
| Pinienzapfenbrunnen                                                    | Lehel, Prinzregentenstraße (48° 8′ 33″ N, 11° 35′ 24″ O)                                                                                         | 1937                                   | Joseph Wackerle                                      | Brunnenhaus vor dem Wirtschaftsministerium, Baudenkmal | weitere Bilder                                                         |
| Platte                                                                 | Trudering, Damaschkestraße 20, auf dem Vorplatz der Kirche St. Augustinus (48° 7′ 4″ N, 11° 39′ 14″ O)                                           | 2003                                   |                                                      | | Brunnen München Damaschkestr. 20 (St. Augustinus Kirche)               |
| Brunnen Prannerstraße                                                  | Altstadt, Prannerstraße 9 (48° 8′ 28″ N, 11° 34′ 21″ O)                                                                                          |                                        |                                                      | | Brunnen Prannerstraße                                                  |
| Prinz-Carl-Palais-Brunnen                                              | Maxvorstadt, Franz-Josef-Strauß-Ring 5, vor dem Prinz-Carl-Palais (48° 8′ 38″ N, 11° 35′ 2″ O)                                                   |                                        |                                                      | etwa 10 Meter hohe Fontäne | Prinz-Carl-Palais-Brunnen                                              |
| Prinzregent-Luitpold-Brunnen                                           | Altstadt, Brienner Straße 11/13 (48° 8′ 35″ N, 11° 34′ 27″ O)                                                                                    | 1983                                   | Josef Henselmann                                     | im Luitpoldblock | Prinzregent-Luitpold-Brunnen                                           |
| Springbrunnen am Prinzregentenplatz                                    | Haidhausen, Prinzregentenplatz (48° 8′ 21″ N, 11° 36′ 25″ O)                                                                                     | 1989                                   |                                                      | | weitere Bilder                                                         |
| Brunnen im Garten des Prinzregententheaters                            | Bogenhausen, Prinzregentenplatz (48° 8′ 20″ N, 11° 36′ 22″ O)                                                                                    | 1901                                   |                                                      | Baudenkmal | Brunnen im Garten des Prinzregententheaters                            |
| Brunnen Promenadeplatz 10                                              | Altstadt, Promenadeplatz 10 (48° 8′ 27″ N, 11° 34′ 20″ O)                                                                                        |                                        |                                                      | | Brunnen Promenadeplatz 10                                              |
| Brunnen Promenadeplatz 12                                              | Altstadt, Promenadeplatz 12 (48° 8′ 27″ N, 11° 34′ 19″ O)                                                                                        |                                        |                                                      | | Brunnen Promenadeplatz 12                                              |
| Pumucklbrunnen                                                         | Schwabing-West, Luitpoldpark (48° 10′ 18″ N, 11° 34′ 4″ O)                                                                                       | 1985                                   | Claus Nageler                                        | | weitere Bilder                                                         |
| Putto-mit-Delphin-Brunnen                                              | Neuhausen, Nymphenburger Straße 184 (48° 9′ 20″ N, 11° 31′ 58″ O)                                                                                | 1963                                   | Adolf Lallinger                                      | Bronzekopie nach dem Original im Empfangshof des Palazzo Vecchio von Andrea del Verrocchio | Brunnen Nymphenburger Straße 184                                       |
| Pyramidenbrunnen                                                       | Sendling-Westpark, Partnachplatz (48° 7′ 1″ N, 11° 31′ 37″ O)                                                                                    | 1983                                   | Alfred Görig                                         | | weitere Bilder                                                         |
| Quaderbrunnen                                                          | Schwanthalerhöhe, Westend-/Trappentreustraße (48° 8′ 17″ N, 11° 32′ 2″ O)                                                                        |                                        |                                                      | | Quaderbrunnen Schwanthalerhöhe                                         |
| Quellenbrunnen                                                         | Schwabing-Freimann, Thiemestraße (48° 9′ 24″ N, 11° 35′ 20″ O)                                                                                   | 1956                                   | Augustin Lohr                                        | Eigentum des Wittelsbacher Ausgleichsfonds | weitere Bilder                                                         |
| Quellnymphenbrunnen                                                    | Bogenhausen, Effnerstraße 94 (48° 9′ 36″ N, 11° 37′ 18″ O)                                                                                       | 1984                                   | Josef Fromm                                          | Bronzefigur auf einem Sockel aus gelbem Muschelkalk | Quellnymphenbrunnen                                                    |
| Quellstein Schwabinger Tor                                             | Schwabing, Leopoldstraße 170 (48° 10′ 19″ N, 11° 35′ 13″ O)                                                                                      | 2018                                   |                                                      | | Quellstein Schwabinger Tor                                             |
| Radl-Brunnen                                                           | Altstadt, Hackenstraße 12 (48° 8′ 11″ N, 11° 34′ 10″ O)                                                                                          | 1967                                   | Ernst Andreas Rauch                                  | vor dem Radspielerhaus | weitere Bilder                                                         |
| Brunnen im Garten des Palais Rechberg (Radspielerhaus)                 | Altstadt, Hackenstraße 7 (48° 8′ 9″ N, 11° 34′ 11″ O)                                                                                            |                                        | Roman Anton Boos                                     | | weitere Bilder                                                         |
| Ramses-See-Fontänen                                                    | Neuaubing, Radolfzeller Straße 7 (48° 8′ 59″ N, 11° 26′ 12″ O)                                                                                   |                                        |                                                      | |                                                                        |
| Brunnen Rathausgalerie                                                 | Altstadt, Marienplatz (48° 8′ 17″ N, 11° 34′ 32″ O)                                                                                              | 1907/1908                              |                                                      | in der Rathausgalerie des Neuen Rathauses | Brunnen Rathausgalerie                                                 |
| Rehbrunnen                                                             | Au, Schyrenplatz (48° 7′ 20″ N, 11° 34′ 8″ O) | 1927                                   | Bichler und Goßner                                   | | weitere Bilder                                                         |
| Reihenspringbrunnen                                                    | Zamdorf, Hultschiner Straße 8, vor dem Verwaltungshochhaus der Süddeutschen Zeitung (48° 8′ 13″ N, 11° 38′ 5″ O)                                 | 2008                                   |                                                      | | Reihenspringbrunnen                                                    |
| Reiherbrunnen                                                          | Au, Regerplatz (48° 7′ 29″ N, 11° 35′ 18″ O) | 1899                                   | Theodor Fischer und Josef Flossmann                  | Schalenbrunnen (Bronze auf Steinsockel) in Steingehäuse mit Gitter, Baudenkmal | weitere Bilder                                                         |
| Quader-Brunnen Renatastraße                                            | Nymphenburg, Renatastraße 71a (48° 9′ 24″ N, 11° 31′ 33″ O)                                                                                      |                                        |                                                      | Im Vorgarten des Krankenhauses Neuwittelsbach | Quader-Brunnen Renatastraße                                            |
| Richard-Strauss-Brunnen                                                | Altstadt, Neuhauser Straße (48° 8′ 19″ N, 11° 34′ 11″ O)                                                                                         | 1962                                   | Hans Wimmer                                          | auch Salome-Brunnen genannt, Bronzesäule mit Szenen aus der Oper Salome; Baudenkmal | weitere Bilder                                                         |
| Brunnen Riesstraße                                                     | Moosach, Riesstraße 19 (48° 10′ 44″ N, 11° 32′ 11″ O)                                                                                            |                                        |                                                      | | Brunnen Riesstraße                                                     |
| Rindermarktbrunnen                                                     | Altstadt, Rindermarkt (48° 8′ 10″ N, 11° 34′ 26″ O)                                                                                              | 1964                                   | Josef Henselmann                                     | | Rindermarktbrunnen                                                     |
| Roecklbrunnen                                                          | Isarvorstadt, Roecklplatz (48° 7′ 16″ N, 11° 33′ 43″ O)                                                                                          | 1908                                   | Friedrich Delcroix                                   | Jugendstilbrunnen, Schale mit Pfeiler und Gitteraufbau, Baudenkmal | weitere Bilder                                                         |
| Röhrenbrunnen                                                          | Schwanthalerhöhe, Schießstättstraße 2 (gegenüberliegende Straßenseite) (48° 8′ 15″ N, 11° 32′ 45″ O)                                             | 1986                                   | Andreas Sobeck                                       | | weitere Bilder                                                         |
| Roider-Jackl-Brunnen                                                   | Altstadt, Viktualienmarkt (48° 8′ 8″ N, 11° 34′ 36″ O)                                                                                           | 1977                                   | Hans Osel                                            | Ausgewiesener Trinkbrunnen | weitere Bilder                                                         |
| Brunnen Rondell Neuwittelsbach                                         | Nymphenburg, Rondell Neuwittelsbach 8 (48° 9′ 21″ N, 11° 31′ 24″ O)                                                                              |                                        |                                                      | | Springbrunnen Rondell Neuwittelsbach                                   |
| Brunnen am Rosengarten                                                 | Sendling-Westpark, Westpark (48° 7′ 22″ N, 11° 30′ 33″ O)                                                                                        | 1983                                   |                                                      | Sechs Fontänen | Brunnen am Rosengarten                                                 |
| Brunnen Rosenheimer Straße 145e                                        | Berg am Laim, Rosenheimer Straße 145e (48° 7′ 21″ N, 11° 36′ 21″ O)                                                                              |                                        |                                                      | | Brunnen Rosenheimer Straße 145e                                        |
| Brunnen Rosenheimer Straße 145i                                        | Berg am Laim, Rosenheimer Straße 145i (48° 7′ 18″ N, 11° 36′ 24″ O)                                                                              |                                        |                                                      | | Brunnen Rosenheimer Straße 145i                                        |
| Brunnen Rotbuchenstraße                                                | Harlaching, Rotbuchenstraße 36 (48° 6′ 3″ N, 11° 34′ 40″ O)                                                                                      |                                        |                                                      | | weitere Bilder                                                         |
| Rotmarmorbrunnen                                                       | Altstadt, Alter Hof (48° 8′ 18″ N, 11° 34′ 42″ O)                                                                                                | 1985                                   |                                                      | Nachbildung eines Brunnens von 1785, Baudenkmal | Rotmarmorbrunnen                                                       |
| Rundbeckenkaskade                                                      | Bogenhausen, Englschalkinger Straße 77, im Eingangsbereich zum Klinikum Bogenhausen (48° 9′ 18″ N, 11° 37′ 29″ O)                                | 1984                                   |                                                      | | Brunnen Krankenhauses Bogenhausen                                      |
| Brunnen auf dem Rundfunkplatz                                          | Maxvorstadt, Rundfunkplatz (48° 8′ 38″ N, 11° 33′ 20″ O)                                                                                         |                                        |                                                      | | weitere Bilder                                                         |
| Rupertusbrunnen                                                        | Schwanthalerhöhe, Bergmannstraße 40 (48° 8′ 4″ N, 11° 32′ 12″ O)                                                                                 | 1928–1931                              |                                                      | Baudenkmal | weitere Bilder                                                         |
| Brunnen auf dem Sankt-Jakobs-Platz                                     | Altstadt, Sankt-Jakobs-Platz (48° 8′ 6″ N, 11° 34′ 20″ O)                                                                                        | 2007                                   | Regina Poly                                          | | weitere Bilder                                                         |
| Wandbrunnen im Innenhof des Münchner Stadtmuseums                      | Altstadt, Sankt-Jakobs-Platz 1 (48° 8′ 6″ N, 11° 34′ 22″ O)                                                                                      | 1977                                   | Claus Nageler                                        | | Wandbrunnen im Innenhof des Münchner Stadtmuseums                      |
| Schalenbrunnen                                                         | Isarvorstadt, Gärtnerplatz (48° 7′ 54″ N, 11° 34′ 34″ O)                                                                                         | 1866                                   | E. Paolozzi(?)                                       | | weitere Bilder                                                         |
| Schalenbrunnen                                                         | Schwabing-Freimann, Königinstraße 107, im Hof der Münchener Rück (48° 9′ 22″ N, 11° 35′ 18″ O)                                                   | 1913                                   | Georg Römer                                          | Schale aus Ruhpoldinger Marmor | Schalenbrunnen                                                         |
| Schalenbrunnen Maximilianstraße                                        | Altstadt, Maximilianstraße 15 (48° 8′ 22″ N, 11° 34′ 51″ O)                                                                                      |                                        |                                                      | | Schalenbrunnen Maximilianstraße                                        |
| Dreistufiger Schalenbrunnen                                            | Bogenhausen, Oberföhringer Straße 105a (48° 10′ 0″ N, 11° 37′ 24″ O)                                                                             |                                        |                                                      | | Dreistufiger Schalenbrunnen                                            |
| Schalenbrunnenpaar                                                     | Moosach, Bernhard-Borst-Straße 5, in der Borstei (48° 10′ 12″ N, 11° 32′ 12″ O)                                                                  | 1938                                   |                                                      | | Schalenbrunnenpaar                                                     |
| Scheibenbrunnen                                                        | Nymphenburg, Mallersdorfer Straße 2 (48° 10′ 2″ N, 11° 30′ 51″ O)                                                                                | 1986                                   | Helmut Schlegel                                      | | Scheibenbrunnen                                                        |
| Brunnen am Schindlerplatz                                              | Neuperlach, Schindlerplatz (48° 5′ 22″ N, 11° 38′ 36″ O)                                                                                         |                                        |                                                      | Diese Brunnenanlage existiert nicht mehr (Stand: Februar 2021) | weitere Bilder                                                         |
| Schlangenbrunnen                                                       | Maxvorstadt, vor der Tierärztlichen Hochschule in der Königinstraße (48° 9′ 8″ N, 11° 35′ 9″ O)                                                  | 1958                                   | Lothar Dietz                                         | Figur einer sich aufragenden Schlange, Bronze, in kreisrunder Brunnenschale aus Naturstein, Baudenkmal | weitere Bilder                                                         |
| Brunnen Schleißheimer Straße                                           | Am Hart, Schleißheimer Straße 456 (48° 12′ 22″ N, 11° 33′ 51″ O)                                                                                 |                                        |                                                      | | Brunnen Schleißheimer Straße                                           |
| Brunnen im Innenhof von Schloss Blutenburg                             | Obermenzing, vor dem Herrenhaus im Schloss Blutenburg (48° 9′ 46″ N, 11° 27′ 24″ O)                                                              |                                        |                                                      | | Brunnen im Schloss Blutenburg                                          |
| Wandbrunnen im Innenhof von Schloss Blutenburg                         | Obermenzing, an der westlichen Innenhofmauer Schloss Blutenburg (48° 9′ 48″ N, 11° 27′ 23″ O)                                                    |                                        |                                                      | | Wandbrunnen im Schloss Blutenburg                                      |
| Schmied-von-Kochel-Brunnen                                             | Sendling, Lindwurmstraße (48° 7′ 19″ N, 11° 32′ 29″ O)                                                                                           | 1911                                   | Carl Ebbinghaus                                      | Baudenkmal | weitere Bilder                                                         |
| Schmucker Brunnen                                                      | Trudering, Truderinger Straße / Ecke Max-Rothschild-Straße (48° 7′ 17″ N, 11° 40′ 17″ O)                                                         | 2022                                   | bbz Landschaftsarchitekten                           | | weitere Bilder                                                         |
| Felsbrunnen Schießstättstraße                                          | Schwanthalerhöhe, Schießstättstraße 29 (48° 8′ 7″ N, 11° 32′ 44″ O)                                                                              |                                        |                                                      | | Felsbrunnen Schießstättstraße                                          |
| Schnitterinbrunnen                                                     | Lehel, Thierschplatz (48° 8′ 21″ N, 11° 35′ 20″ O)                                                                                               | 1905                                   | Erwin Kurz                                           | auch Ceres-Brunnen oder nach seinem Stifter Waitzfelderbrunnen genannt, Baudenkmal | weitere Bilder                                                         |
| Schnitterinbrunnen                                                     | Trudering, Damaschkestraße 46 (48° 7′ 12″ N, 11° 39′ 19″ O)                                                                                      | 1939                                   | Simon Leibl                                          | Baudenkmal | Schnitterinbrunnen Trudering                                           |
| Schräge Rampe                                                          | Schwanthalerhöhe, Ridlerstraße 52 (48° 8′ 2″ N, 11° 32′ 0″ O)                                                                                    | 1996                                   | Enzo Arduini                                         | |                                                                        |
| Schüleinbrunnen                                                        | Berg am Laim, Schüleinplatz (48° 7′ 39″ N, 11° 38′ 31″ O)                                                                                        | 1928                                   | Julius Seidler                                       | Gedenkbrunnen für Joseph Schülein, Becken mit Säule und Figur, Baudenkmal | weitere Bilder                                                         |
| Schutzmantelmadonnabrunnen                                             | Au, Mariahilfplatz (48° 7′ 33″ N, 11° 34′ 59″ O)                                                                                                 | 1984                                   | Konstantin Frick                                     | | Schutzmantelmadonnabrunnen                                             |
| Brunnen Schwabinger Krankenhaus                                        | Schwabing, Kölner Platz 1 (48° 10′ 17″ N, 11° 34′ 39″ O)                                                                                         |                                        |                                                      | | Brunnen Schwabinger Krankenhaus                                        |
| Springbrunnen am Schwabinger Tor                                       | Schwabing, Leopoldstraße 160 (48° 10′ 17″ N, 11° 35′ 11″ O)                                                                                      | 2019                                   |                                                      | Von Ende 2020 bis September 2022 stand hier das Helmut-Dietl-Denkmal, welches aber inzwischen zur Helmut-Fischer-Statue an der Münchner Freiheit versetzt wurde. | Brunnen am Helmut-Dietl-Denkmal                                        |
| Schweizer Brocken                                                      | Fürstenried, Schweizer Platz (48° 5′ 20″ N, 11° 28′ 50″ O)                                                                                       | 1992                                   | Magdalena Jetelová                                   | | Felsenbrunnen Schweizer Platz                                          |
| Schwimmende Nixen                                                      | Altstadt, Sankt-Jakobs-Platz 1 (48° 8′ 7″ N, 11° 34′ 24″ O)                                                                                      | 1965                                   | Andreas Schwarzkopf, Alfred Regnat                   | im Hof des Stadtmuseums, Baudenkmal; Brunnen versinnbildlicht die drei Flussgebiete der Münchner Wasserversorgung | Schwimmende Nixen                                                      |
| Sechseckbrunnen                                                        | Ludwigsvorstadt, Beethovenstraße 8 (48° 7′ 58″ N, 11° 33′ 27″ O)                                                                                 | 1990                                   | Thomas Rieß                                          | Brunnen steht im offenen Vorgarten | Sechseckbrunnen                                                        |
| Seepferdbrunnen                                                        | Moosach, Franz-Marc-Straße 12, in der Borstei (48° 10′ 14″ N, 11° 32′ 3″ O)                                                                      | 1957                                   | Ernst Laurenty                                       | | Seepferdbrunnen                                                        |
| Brunnen Seidlstraße                                                    | Maxvorstadt, Seidlstraße 18 (48° 8′ 39″ N, 11° 33′ 27″ O)                                                                                        |                                        |                                                      | | Brunnen Seidlstr. 18                                                   |
| Brunnen Seidlstraße 18 Innenhof                                        | Maxvorstadt, Seidlstraße 18 (48° 8′ 38″ N, 11° 33′ 28″ O)                                                                                        |                                        |                                                      | im Hof | Brunnen Seidlstraße 18                                                 |
| Brunnen im Sendlinger Friedhof                                         | Sendling, Am Harras (48° 6′ 56″ N, 11° 32′ 13″ O)                                                                                                |                                        |                                                      | mehrere verschiedenartige Brunnen | weitere Bilder                                                         |
| Sendlinger-Tor-Platz-Brunnen                                           | Ludwigsvorstadt, Sendlinger-Tor-Platz (48° 8′ 1″ N, 11° 33′ 57″ O)                                                                               | 1972                                   | Heiner Schumann                                      | begehbarer Springbrunnen | weitere Bilder                                                         |
| Seehundbrunnen                                                         | Schwabing-West, Viktoriaplatz (48° 9′ 56″ N, 11° 34′ 45″ O)                                                                                      | 1936                                   | Emil Manz                                            | Baudenkmal | weitere Bilder                                                         |
| Brunnen am Shakespeareplatz                                            | Bogenhausen, Shakespeareplatz (48° 8′ 32″ N, 11° 36′ 26″ O)                                                                                      | 1933                                   | Emil Krieger                                         | Weibliche Brunnenfigur mit Früchteschale auf dem Kopf, Baudenkmal | weitere Bilder                                                         |
| Brunnen Simon-Knoll-Platz                                              | Haidhausen, Simon-Knoll-Platz 3 (48° 7′ 32″ N, 11° 35′ 33″ O)                                                                                    |                                        |                                                      | | Brunnen Simon-Knoll-Platz                                              |
| Brunnen Sonnenstraße                                                   | Altstadt, Sonnenstraße 21 (48° 8′ 10″ N, 11° 33′ 57″ O)                                                                                          | 1959                                   | Alfred Reich                                         | | Brunnen Sonnenstr.                                                     |
| Spaces between Trees & People                                          | Pasing, Pasinger Promenade, vor den Pasing Arcaden (48° 8′ 53″ N, 11° 27′ 48″ O)                                                                 | 2013                                   | Jeppe Hein                                           | | Spaces between Trees and People                                        |
| Spielende Bären                                                        | Harlaching, Hochvogelplatz 2, im Innenhof (48° 6′ 5″ N, 11° 34′ 47″ O)                                                                           | 1929                                   | Hans Panzer                                          | | weitere Bilder                                                         |
| Brunnen Spilhofstraße                                                  | Bogenhausen, Spilhofstraße 36 (48° 9′ 56″ N, 11° 38′ 4″ O)                                                                                       |                                        |                                                      | | Brunnen Spilhofstraße                                                  |
| Spiralbrunnen                                                          | Waldperlach, Kosegartenplatz (48° 5′ 12″ N, 11° 40′ 16″ O)                                                                                       | 1980                                   | Hans Kastler                                         | | Spiralbrunnen Kosegartenplatz München                                  |
| Spitzwegbrunnen                                                        | Isarvorstadt, Stephansplatz 3 (48° 7′ 52″ N, 11° 33′ 59″ O)                                                                                      | 1980                                   | Konstantin Frick                                     | | Spitzwegbrunnen                                                        |
| Brunnen im Hof des Stadtarchivs                                        | Schwabing-West, Winzererstraße 68 (48° 9′ 38″ N, 11° 33′ 44″ O)                                                                                  |                                        |                                                      | | Brunnen im Hof des Stadtarchivs                                        |
| Brunnenbecken Städtische Berufsschule                                  | Moosach, Riesstraße 34 (48° 10′ 48″ N, 11° 32′ 13″ O)                                                                                            |                                        |                                                      | | Brunnenbecken Städtische Berufsschule                                  |
| St.-Anna-Brunnen                                                       | Lehel, St.-Anna-Platz (48° 8′ 24″ N, 11° 35′ 13″ O)                                                                                              | 1894                                   | Anton Pruska                                         | Schalenbrunnen nach einem Entwurf von Gabriel von Seidl, Baudenkmal | weitere Bilder                                                         |
| St.-Anton-Brunnen                                                      | Isarvorstadt, Kapuzinerstraße 38 (48° 7′ 27″ N, 11° 33′ 48″ O)                                                                                   |                                        |                                                      | Im Innenhof des Kapuzinerklosters St. Anton | St.-Anton-Brunnen                                                      |
| Brunnen St.-Benedikt-Kirche Wasserspielplatz                           | Schwanthalerhöhe, Schrenkstraße 4 (48° 8′ 20″ N, 11° 32′ 27″ O)                                                                                  | 2003                                   | Karl Jakob Schwalbach                                | Auch bekannt als "Westend Block 70" | Brunnen St.-Benedikt-Kirche                                            |
| Brunnen St.-Bernhard-Kirche                                            | Ramersdorf, Görzer Straße 86 (48° 6′ 14″ N, 11° 36′ 34″ O)                                                                                       |                                        |                                                      | | Brunnen St.-Bernhard-Kirche                                            |
| St.-Benno-Brunnen                                                      | Altstadt, Frauenplatz (48° 8′ 20″ N, 11° 34′ 23″ O)                                                                                              | 1972                                   | Josef Henselmann                                     | Darstellung des Heiligen mit Fisch; aus rotem Porphyr | St.-Benno-Brunnen                                                      |
| Brunnen Kirche St. Christoph                                           | Feldmoching, Am Blütenanger 7 (48° 11′ 55″ N, 11° 31′ 22″ O)                                                                                     | 1971                                   | Erhard Fischer                                       | | Brunnen Kirche St. Christoph                                           |
| St.-Christophorus-Brunnen                                              | Pasing, Am Klostergarten 9 (48° 8′ 40″ N, 11° 27′ 21″ O)                                                                                         | 1936                                   | Hans Osel                                            | | St.-Christophorus-Brunnen                                              |
| St.-Florian-Brunnen                                                    | Altstadt, An der Hauptfeuerwache 8 (48° 7′ 56″ N, 11° 34′ 11″ O)                                                                                 | 1991                                   | Rolf Nida-Rümelin                                    | | weitere Bilder                                                         |
| St.-Georg-Brunnen                                                      | Milbertshofen, Milbertshofener Platz (48° 11′ 4″ N, 11° 33′ 53″ O)                                                                               | 1984                                   | Angelika Fazekas                                     | | weitere Bilder                                                         |
| St.-Georgi-Brunnen                                                     | Bogenhausen, Ismaninger Straße 105 (48° 8′ 52″ N, 11° 36′ 18″ O)                                                                                 | 1901                                   | Heinrich Düll und Georg Pezold                       | | weitere Bilder                                                         |
| Brunnentrog St. Georg                                                  | Obermenzing, Dorfstraße 37 (48° 10′ 8″ N, 11° 27′ 32″ O)                                                                                         |                                        |                                                      | | St.-Georg-Brunnen Obermenzing                                          |
| St.-Georgs-Brunnen                                                     | Altstadt, Damenstiftstraße 8 (48° 8′ 13″ N, 11° 34′ 7″ O)                                                                                        | 1958                                   | Ernst Laurenty                                       | | St.-Georgs-Brunnen                                                     |
| St.-Martin-Brunnen                                                     | Harlaching, Harthauser Straße nahe der Großhesseloher Brücke (48° 4′ 32″ N, 11° 32′ 34″ O)                                                       | 1932                                   | A. Lang                                              | Holztrog-Brunnen | weitere Bilder                                                         |
| St.-Pauls-Brunnen                                                      | Ludwigsvorstadt, St.-Pauls-Platz, vor der Kirche St. Paul (48° 8′ 10″ N, 11° 33′ 8″ O)                                                           | 1989                                   | Claus Nageler                                        | | St.-Pauls-Brunnen                                                      |
| Brunnen St.-Pauls-Platz                                                | Ludwigsvorstadt-Isarvorstadt, St.-Pauls-Platz 5 (48° 8′ 11″ N, 11° 33′ 4″ O)                                                                     |                                        |                                                      | | Brunnen St.-Pauls-Platz                                                |
| St.-Peter-und-Paul-Brunnen                                             | Allach, Eversbuschstraße 195 (48° 12′ 1″ N, 11° 27′ 27″ O)                                                                                       |                                        |                                                      | verschiedene Brunnen auf dem Friedhof St. Peter und Paul | St.-Peter-und-Paul-Brunnen                                             |
| Brunnen Kirche St. Rita                                                | Bogenhausen, Daphnestraße 27 (48° 9′ 0″ N, 11° 37′ 33″ O)                                                                                        |                                        |                                                      | | Brunnen Kirche St. Rita                                                |
| St.-Winthir-Brunnen                                                    | Neuhausen, Rotkreuzplatz (48° 9′ 11″ N, 11° 31′ 59″ O)                                                                                           | 1955                                   | Ursula und Rudolf Wachter                            | Brunnen zeigt den Seligen Winthir von Neuhausen auf einem knienden Maultier sitzend | weitere Bilder                                                         |
| Brunnen St.-Wolfgangs-Platz                                            | Haidhausen, St.-Wolfgangs-Platz 9a (48° 7′ 31″ N, 11° 35′ 41″ O)                                                                                 |                                        |                                                      | | Brunnen St.-Wolfgangs-Platz                                            |
| Stachusbrunnen                                                         | Altstadt, Stachus (48° 8′ 21″ N, 11° 33′ 58″ O)                                                                                                  | 1972                                   | Bernhard Winkler                                     | | weitere Bilder                                                         |
| Brunnen Staatsministerium für Umwelt, Gesundheit und Verbraucherschutz | Bogenhausen, Rosenkavalierplatz 2 (48° 9′ 9″ N, 11° 37′ 9″ O)                                                                                    | 1970                                   |                                                      | | Brunnen Staatsministerium für Umwelt, Gesundheit und Verbraucherschutz |
| Brunnen Ständlerstraße                                                 | Ramersdorf, Ständlerstraße 35 (48° 6′ 15″ N, 11° 36′ 6″ O)                                                                                       |                                        |                                                      | | Brunnen Ständlerstraße                                                 |
| Steinernes Paar                                                        | Neuhausen, Rotkreuzplatz (48° 9′ 10″ N, 11° 31′ 59″ O)                                                                                           | 1983–1984                              | Klaus Schultze                                       | | Steinernes Paar (Brunnen am Rotkreuzplatz)                             |
| Steinquader-Brunnen                                                    | Au, Kronepark beim Nockherberg (48° 7′ 13″ N, 11° 34′ 51″ O)                                                                                     | 1973                                   | Herbert Lanz                                         | | weitere Bilder                                                         |
| Steintrogbrunnen                                                       | Nymphenburg, im Botanischen Garten am Alpinum (48° 9′ 49″ N, 11° 29′ 48″ O)                                                                      |                                        |                                                      | | Steintrogbrunnen                                                       |
| Brunnen Sternstraße                                                    | Lehel, Sternstraße 5 (48° 8′ 21″ N, 11° 35′ 24″ O)                                                                                               |                                        |                                                      | zwei gleichartige Brunnen im Innenhof | Brunnen Sternstraße                                                    |
| Stelen-Brunnen                                                         | Bogenhausen, Weltenburger Straße 4 (48° 8′ 26″ N, 11° 37′ 37″ O)                                                                                 |                                        |                                                      | Zwei in einem quadratischen Bodenbecken eingelassene Steinstelen mit vergoldeten Kappen | Stelen-Brunnen                                                         |
| Sternbrunnen                                                           | Neuperlach, Theodor-Heuss-Platz (48° 6′ 6″ N, 11° 38′ 26″ O)                                                                                     | 2009                                   | Hans Rucker                                          | | weitere Bilder                                                         |
| Stiefelbrunnen                                                         | Schwabing-West, Petuelpark (48° 10′ 37″ N, 11° 35′ 2″ O)                                                                                         | 2004                                   | Roman Signer                                         | | Stiefelbrunnen                                                         |
| Storchenbrunnen                                                        | Neuhausen, Zum Künstlerhof 25 (48° 8′ 59″ N, 11° 31′ 27″ O)                                                                                      | 1929                                   | Emil Manz                                            | | Storchenbrunnen                                                        |
| Struwwelpeter-Brunnen                                                  | Neuhausen, Gartenanlage zwischen Isensteinstraße und Amelungenstraße (48° 9′ 5″ N, 11° 31′ 31″ O)                                                | 1930                                   | Ludwig Müller-Hipper                                 | | Struwwelpeter-Brunnen                                                  |
| Stufenbrunnen                                                          | Harlaching, Sanatoriumsplatz 2, im Zugangsbereich zum Klinikum Harlaching (48° 5′ 11″ N, 11° 33′ 24″ O)                                          | 1964                                   | Karlheinz Hoffmann                                   | | weitere Bilder                                                         |
| Stufenbrunnen                                                          | Neuhausen, Lothstraße/Dachauer Straße (48° 9′ 15″ N, 11° 33′ 15″ O)                                                                              | 1970                                   | Karlheinz Hoffmann                                   | | weitere Bilder                                                         |
| Taubenbrunnen                                                          | Bogenhausen, Mauerkircherstraße 171 (48° 9′ 59″ N, 11° 37′ 5″ O)                                                                                 | 1986                                   | Georg Brenninger                                     | | Taubenbrunnen                                                          |
| Tauben-Brunnen                                                         | Maxvorstadt, Marsplatz 4 (48° 8′ 49″ N, 11° 32′ 54″ O)                                                                                           |                                        |                                                      | Im Hof des Gebäudes der Deutschen Telekom | Tauben-Brunnen                                                         |
| Tauben-Marie-Brunnen                                                   | Altstadt, Salvatorpassage (48° 8′ 28″ N, 11° 34′ 32″ O)                                                                                          | 1958                                   | Josef Henselmann                                     | | weitere Bilder                                                         |
| Gedenkbrunnen an der Taxisstraße                                       | Neuhausen, Taxisstraße (48° 9′ 48″ N, 11° 32′ 3″ O)                                                                                              | 1921                                   |                                                      | Baudenkmal | Gedenkbrunnen an der Taxisstraße                                       |
| Tempelbrunnen                                                          | Sendling, Neuhofener Berg (48° 6′ 36″ N, 11° 32′ 30″ O)                                                                                          | 1958                                   | Hans Wimmer                                          | in einem von Säulen getragenen Rundpavillon an der höchsten Stelle des Neuhofener Bergs | Brunnen am Neuhofener Berg                                             |
| Brunnen Thalkirchner Straße                                            | Ludwigsvorstadt-Isarvorstadt, Thalkirchner Straße 54 (48° 7′ 39″ N, 11° 33′ 48″ O)                                                               | 1912/1913                              | Hans Grässel                                         | | Brunnen Thalkirchnerstraße                                             |
| The 7 Seven                                                            | Altstadt, Müllerstraße 7 (48° 7′ 56″ N, 11° 34′ 24″ O)                                                                                           | 2014                                   |                                                      | Brunnen stellt gleichzeitig die Hausnummer des Immobilienprojektes The Seven in einem ehemaligen Heizkraftwerk dar. | The 7 Seven                                                            |
| Springbrunnen Theresienhöhe                                            | Schwanthalerhöhe, Theresienhöhe 14 (48° 7′ 58″ N, 11° 32′ 46″ O)                                                                                 |                                        |                                                      | | Springbrunnen Theresienhöhe                                            |
| Brunnen Thorwaldsenstraße                                              | Nymphenburg, Thorwaldsenstraße Ecke zur Lazarettstraße (48° 9′ 7″ N, 11° 32′ 51″ O)                                                              |                                        |                                                      | | Brunnen Thorwaldsenstr.                                                |
| Brunnen mit Tier-Reliefs                                               | Untergiesing, in den Isarauen am Südende des Entenweihers (48° 6′ 52″ N, 11° 33′ 47″ O)                                                          | 1934                                   | Christian Wrede                                      | | weitere Bilder                                                         |
| Springbrunnen Tierpark Hellabrunn                                      | Harlaching, Tierparkstraße 30, im Tierpark Hellabrunn (48° 5′ 51″ N, 11° 33′ 25″ O)                                                              |                                        |                                                      | | Springbrunnen Tierpark Hellabrunn                                      |
| Trinkwasserbrunnen                                                     | Au, Tassiloplatz (48° 7′ 22″ N, 11° 35′ 36″ O)                                                                                                   | 2015 (Aufstellung am jetzigen Platz)   |                                                      | ursprünglich aus dem Jahr 1889, an verschiedenen Standorten aufgestellt, jahrelang auch außer Betrieb im städtischen Depot | Trinkwasserbrunnen                                                     |
| Brunnen Trivastraße                                                    | Nymphenburg, Trivastraße 19 (48° 9′ 40″ N, 11° 32′ 27″ O)                                                                                        | 1978                                   | Adelheid von Schönborn                               | Brunnen wurde stillgelegt | Brunnen Trivastraße                                                    |
| Tuffsteinbrunnen                                                       | Großhadern, Canisiusplatz, vor der Kirche St. Canisius (48° 6′ 48″ N, 11° 28′ 52″ O)                                                             |                                        |                                                      | | Brunnen Canisiusplatz                                                  |
| Turbinenbrunnen                                                        | Am Hart, Knorrstraße 147, auf dem Platz vor dem Eingang zum Forschungs- und Innovationszentrum von BMW (48° 11′ 38″ N, 11° 34′ 17″ O)            | 1990                                   | Fritz Koenig                                         | | Turbinenbrunnen                                                        |
| Türkenbrunnen                                                          | Schwanthalerhöhe, Heimeranplatz (48° 8′ 1″ N, 11° 32′ 3″ O)                                                                                      | 1985                                   | Öztan Yüksel                                         | | Türkenbrunnen                                                          |
| Brunnen TÜV-Süd-Hauptgebäude Eingang                                   | Sendling-Westpark, Westendstraße 199 (48° 7′ 58″ N, 11° 31′ 17″ O)                                                                               |                                        |                                                      | Beleuchtete Brunnenanlage im Eingangsbereich des TÜV-Süd-Gebäudes | Brunnen TÜV-Gebäude                                                    |
| Brunnen U-Bahn-Station Arabellapark                                    | Bogenhausen, Englschalkinger Straße 6, im Zwischengeschoss der U-Bahn-Station Arabellapark (48° 9′ 13″ N, 11° 37′ 16″ O)                         | 1988                                   |                                                      | | Brunnen U-Bahn-Station Arabellapark                                    |
| Ultramarin                                                             | Moosach, Baubergerstraße/Dachauer Straße (48° 10′ 51″ N, 11° 30′ 40″ O)                                                                          | 2013                                   | Stefan Eberstadt                                     | | Ultramarin-Brunnen                                                     |
| Umsonst und draußen                                                    | Milbertshofen, Bauhausplatz (48° 11′ 12″ N, 11° 35′ 33″ O)                                                                                       | 2022                                   | Olaf Metzel                                          | Sieben Meter hohe Skulptur aus Sitzbank-Elementen im Domagkpark | Umsonst und draußen                                                    |
| Brunnen Ungererstraße                                                  | Schwabing-Freimann, Ungererstraße 69 im Hinterhof (48° 10′ 18″ N, 11° 35′ 42″ O)                                                                 |                                        |                                                      | | Brunnen Ungererstraße                                                  |
| Universitätsbrunnen                                                    | Maxvorstadt, Geschwister-Scholl-Platz (48° 9′ 2″ N, 11° 34′ 52″ O) und Professor-Huber-Platz (48° 9′ 2″ N, 11° 34′ 54″ O)                        | 1840–1844                              | Friedrich von Gärtner                                | auch Römische Brunnen genannt, zwei baugleiche Brunnen auf beiden Seiten der Ludwigstraße vor der Ludwig-Maximilians-Universität München, nach dem Vorbild zweier Brunnen auf dem Petersplatz in Rom gestaltet. Das Brunnenbecken besteht aus Granit, die Schalen sind aus bronziertem Eisenguss gefertigt, Baudenkmal                                                  | weitere Bilder                                                         |
| Das Urteil des Paris                                                   | Moosach, Bernhard-Borst-Straße 1, in der Borstei (48° 10′ 11″ N, 11° 32′ 9″ O)                                                                   | 1960                                   | Jakob Wilhelm Fehrle                                 | | Das Urteil des Paris                                                   |
| Uta-Brunnen                                                            | Trudering, Waldtruderinger Straße 60 (48° 6′ 45″ N, 11° 42′ 2″ O)                                                                                | 1906                                   | August Erlacher                                      | Baudenkmal | Uta-Brunnen                                                            |
| Vasenbrunnen                                                           | Milbertshofen, Jürgen-von-Hollander-Platz (48° 10′ 50″ N, 11° 34′ 8″ O)                                                                          | 1990                                   | Marie Eugenie Hinrichs                               | | Vasenbrunnen                                                           |
| Vater-Rhein-Brunnen                                                    | Lehel, Museumsinsel (48° 7′ 57″ N, 11° 35′ 12″ O)                                                                                                | 1897–1903                              | Adolf von Hildebrand                                 | bis 1919 in Straßburg, seit 1932 auf der Museumsinsel, Baudenkmal | weitere Bilder                                                         |
| Vier Wasserbecken                                                      | Altstadt, Augustinerstraße | 2022                                   | Bernhard Winkler                                     | |                                                                        |
| Vogel-Strauß-Brunnen                                                   | Pasing, Fischer-von-Erlach-Straße 27 (48° 8′ 16″ N, 11° 28′ 52″ O)                                                                               | 1977                                   | Josef Fromm                                          | | Vogel-Strauß-Brunnen                                                   |
| Brunnen Waffenschmiedstraße                                            | Englschalking, Waffenschmiedstraße 10 (48° 9′ 28″ N, 11° 38′ 35″ O)                                                                              |                                        |                                                      | | Brunnen Waffenschmiedstraße                                            |
| Brunnen im Waldfriedhof                                                | Hadern (48° 5′ 59″ N, 11° 29′ 12″ O) |                                        |                                                      | mehrere unterschiedliche Brunnen | weitere Bilder                                                         |
| Wandbrunnen Maximilianstraße                                           | Altstadt, Maximilianstraße 30 (48° 8′ 18″ N, 11° 34′ 58″ O)                                                                                      |                                        |                                                      | | Wandbrunnen Maximilianstraße                                           |
| Waschbrett                                                             | Au, Am Neudeck (48° 7′ 25″ N, 11° 35′ 4″ O) | 2002                                   | Tomáš Valena                                         | | Waschbrett-Brunnen                                                     |
| Wasser als Ressource                                                   | Bogenhausen, Englschalkinger Straße 166, im Park des Ökologischen Bildungszentrums (48° 9′ 11″ N, 11° 38′ 5″ O)                                  | 2013                                   |                                                      | | Brunnen beim Ökologischen Bildungszentrum                              |
| Wasserblase                                                            | Maxvorstadt, Max-Joseph-Straße 7 (48° 8′ 37″ N, 11° 34′ 11″ O)                                                                                   | 1968                                   | Franz Mikorey                                        | | Wasserblase                                                            |
| Wasserglockenbrunnen                                                   | Altstadt, Frauenplatz (48° 8′ 19″ N, 11° 34′ 21″ O)                                                                                              | 1972                                   | Bernhard Winkler                                     | Auch Wasserpilze genannt | weitere Bilder                                                         |
| Wasserkaskaden                                                         | Schwabing-Freimann, Münchner Freiheit (48° 9′ 47″ N, 11° 35′ 12″ O)                                                                              | 1972                                   | Joachim Zangenberg, Erhard Duwenhögger               | | Wasserkaskaden Münchner Freiheit                                       |
| Wasserlauf                                                             | Sendling-Westpark, im Japanischen Garten im Westpark (48° 7′ 21″ N, 11° 30′ 47″ O)                                                               | 1983                                   |                                                      | | Wasserlauf im Westpark                                                 |
| Wassermann und Nereiden                                                | Schwabing, Kraepelinstraße 18 (48° 10′ 31″ N, 11° 34′ 28″ O)                                                                                     | 1964                                   | Elmar Dietz                                          | | weitere Bilder                                                         |
| Wasserpyramide                                                         | Neuperlach (48° 6′ 5″ N, 11° 38′ 37″ O) | 1979                                   | Alfred Aschauer                                      | Diese Brunnenanlage existiert nicht mehr (Stand November 2020) | Wasserpyramide                                                         |
| Wasserspeiende Fische                                                  | Moosach, Franz-Marc-Straße 9, in der Borstei (48° 10′ 14″ N, 11° 32′ 2″ O)                                                                       | 1957                                   | Ernst Andreas Rauch                                  | zwei gleiche Brunnen im Innenhof | Wasserspeiende Fische                                                  |
| Wasserspiele Steinquader                                               | Milbertshofen, Olympisches Dorf, Helene-Mayer-Ring 1 (48° 10′ 50″ N, 11° 33′ 18″ O)                                                              | 1981                                   | Josef Fromm                                          | Steinquader aus Muschelkalk; auch als Sitzgelegenheit gedacht (wenn der Wasserstrahl nicht zu stark eingestellt ist). | Wasserspiele Steinquader                                               |
| Wassertreppe                                                           | Neuhausen, Taxisstraße 3, im Treppengeländer des Einganges zur Frauenklinik des Rotkreuzklinikums (48° 9′ 41″ N, 11° 31′ 57″ O)                  |                                        |                                                      | Diese Anlage wurde seit längerer Zeit außer Betrieb gesetzt. | Wassertreppe Taxisstr München                                          |
| Wasservorhang                                                          | Maxvorstadt, in der Siemens-Konzernzentrale (48° 8′ 39″ N, 11° 34′ 32″ O)                                                                        | 2015                                   |                                                      | | weitere Bilder                                                         |
| Wasservorhang                                                          | Milbertshofen, Olympisches Dorf (48° 10′ 51″ N, 11° 33′ 9″ O)                                                                                    | 1972                                   | Hans Hollein                                         | | weitere Bilder                                                         |
| Wasserwand                                                             | Sendling-Westpark, Westpark, im Westsee (48° 7′ 23″ N, 11° 30′ 43″ O)                                                                            | 1981/82                                | Alf Lechner                                          | Vierkantstahlrohr, rostfrei, geschliffen, 500 × 500 × 500 cm³; Profilquerschnitt 300 × 300 mm². | weitere Bilder                                                         |
| Wasser-Xylophon                                                        | Perlach, Karl-Marx-Ring 27 (48° 6′ 35″ N, 11° 39′ 16″ O)                                                                                         | 1970                                   | Edmund Puchner                                       | [ 15 ] | weitere Bilder                                                         |
| Waterfall                                                              | Isarvorstadt, Stephansplatz 2 (48° 7′ 51″ N, 11° 34′ 0″ O)                                                                                       | 2013                                   | Tatiana Trouvé                                       | Eine aus Bronze nachgebildete Matratze ist über eine schmale weiße Betonmauer geworfen. Aus den Knöpfen der Matratze tropft Wasser und ergießt sich über den Platz. | weitere Bilder                                                         |
| Wedekindbrunnen                                                        | Schwabing-Freimann, Wedekindplatz (48° 9′ 41″ N, 11° 35′ 20″ O)                                                                                  | 1959                                   | Ferdinand Filler                                     | | weitere Bilder                                                         |
| Weibliche Herme mit Brunnenbecken                                      | Schwanthalerhöhe, Bavariapark (48° 7′ 55″ N, 11° 32′ 33″ O)                                                                                      | 1907/08                                | Heinrich Düll und Georg Pezold                       | nicht mehr als Brunnen in Betrieb | Weibliche Herme mit Brunnenbecken                                      |
| Weiß-Ferdl-Brunnen                                                     | Altstadt, Viktualienmarkt (48° 8′ 7″ N, 11° 34′ 34″ O)                                                                                           | 1953                                   | Josef Erber                                          | Ausgewiesener Trinkbrunnen | weitere Bilder                                                         |
| Weltenvogel-Brunnen                                                    | Maxvorstadt, Türkenstraße 70 (48° 9′ 4″ N, 11° 34′ 38″ O)                                                                                        |                                        | Antje Tesche-Mentzen                                 | | Weltenvogel-Brunnen                                                    |
| Brunnen Westenriederstraße                                             | Altstadt, Westenriederstraße 19 (48° 8′ 7″ N, 11° 34′ 42″ O)                                                                                     |                                        |                                                      | zwei gleichartige Brunnen im Innenhof | Brunnen Westenriederstraße                                             |
| Brunnen im Westfriedhof                                                | Moosach () |                                        |                                                      | mehrere unterschiedliche Brunnen | weitere Bilder                                                         |
| Brunnen Eingang Altmühlstraße Westfriedhof                             | Moosach (48° 10′ 6″ N, 11° 31′ 4″ O) |                                        |                                                      | | Brunnen Eingang Altmühlstraße Westfriedhof                             |
| Brunnen Eingang Sadelerstraße Westfriedhof                             | Moosach (48° 10′ 8″ N, 11° 31′ 19″ O) |                                        |                                                      | | Brunnen Eingang Sadelerstraße Westfriedhof                             |
| Brunnen Eingang Sadelerstraße Westfriedhof                             | Moosach (48° 10′ 8″ N, 11° 31′ 19″ O) |                                        |                                                      | | Brunnen Eingang Sadelerstraße Westfriedhof                             |
| Brunnen Haupteingang Ost Westfriedhof                                  | Moosach (48° 10′ 11″ N, 11° 31′ 37″ O) |                                        |                                                      | | Brunnen Haupteingang Ost Westfriedhof                                  |
| Brunnen Haupteingang West Westfriedhof                                 | Moosach (48° 10′ 11″ N, 11° 31′ 35″ O) |                                        |                                                      | | Brunnen Haupteingang West Westfriedhof                                 |
| Brunnen Westpark Hansastraße                                           | Sendling-Westpark, Westpark zur Hansastraße (48° 7′ 35″ N, 11° 32′ 4″ O)                                                                         | 1983                                   |                                                      | | Brunnen Westpark Hansastraße                                           |
| Kugelbrunnen                                                           | Westpark, Nestroystraße (48° 7′ 23″ N, 11° 31′ 52″ O)                                                                                            | 1983                                   | Christian Tobin                                      | Auf Wasserbett bewegliche Granit-Kugel | Westpark Kugelbrunnen                                                  |
| Nischenbecken an der Willroiderstraße                                  | Harlaching, Willroiderstraße 8 (48° 5′ 23″ N, 11° 33′ 5″ O)                                                                                      | 1870                                   |                                                      | Baudenkmal | Nischenbecken Willroiderstr                                            |
| Brunnen am Willy-Brandt-Platz                                          | Riem, Willy-Brandt-Platz (48° 7′ 58″ N, 11° 41′ 28″ O)                                                                                           | 2004                                   | Karin Sander                                         | | Brunnen am Willy-Brandt-Platz                                          |
| Brunnen Winfriedstraße                                                 | Nymphenburg, Winfriedstraße 12 (48° 8′ 51″ N, 11° 30′ 16″ O)                                                                                     |                                        |                                                      | | Brunnen Winfriedstraße                                                 |
| Wittelsbacher Brunnen                                                  | Maxvorstadt, Lenbachplatz (48° 8′ 29″ N, 11° 34′ 10″ O)                                                                                          | 1895                                   | Adolf von Hildebrand                                 | Baudenkmal | weitere Bilder                                                         |
| Wittelsbacherbrunnen                                                   | Altstadt, im Brunnenhof der Residenz (48° 8′ 27″ N, 11° 34′ 45″ O)                                                                               | 1611–1623                              | Hubert Gerhard                                       | im Brunnenhof der Residenz, Baudenkmal | weitere Bilder                                                         |
| WM-Brunnen                                                             | Riem, Nordeingang der Neuen Messe München (48° 8′ 23″ N, 11° 41′ 55″ O)                                                                          | 2006                                   |                                                      | Steinkugel aus Tittlinger Granit, Impala, 11,3 Tonnen | weitere Bilder                                                         |
| Brunnen Wörthstraße                                                    | Haidhausen, Wörthstraße 35 (48° 7′ 48″ N, 11° 36′ 6″ O)                                                                                          |                                        |                                                      | | Brunnen Wörthstraße                                                    |
| Beckenbrunnen Wohnstift Augustinum                                     | Feldmoching, Weitlstraße 66 (48° 12′ 34″ N, 11° 33′ 16″ O)                                                                                       |                                        |                                                      | | Beckenbrunnen Wohnstift Augustinum                                     |
| Brunnenanlage Wohnstift Augustinum                                     | Feldmoching, Weitlstraße 66 (48° 12′ 31″ N, 11° 33′ 19″ O)                                                                                       |                                        |                                                      | | Brunnenanlage Wohnstift Augustinum                                     |
| Brunnen Wolfratshauser Straße                                          | Obersendling, Wolfratshauser Straße 54 (48° 5′ 52″ N, 11° 32′ 29″ O)                                                                             | 2017                                   | Martin Stürzer                                       | | Brunnen Wolfratshauser Straße                                          |
| Wolfsbrunnen                                                           | Altstadt, Am Kosttor (48° 8′ 18″ N, 11° 34′ 51″ O)                                                                                               | 1904                                   | Heinrich Düll und Georg Pezold                       | auch Rotkäppchenbrunnen genannt, Baudenkmal; ausgewiesener Trinkbrunnen | weitere Bilder                                                         |
| Würfelbrunnen                                                          | Lerchenau, Gustav-Schiefer-Straße 7, vor der Kirche St. Johannes Evangelist (48° 11′ 55″ N, 11° 31′ 57″ O)                                       | 1969                                   | Otto Baier                                           | | Brunnen St. Johannes Evangelist                                        |
| Würfelbrunnen                                                          | Maxvorstadt, Hopfenstraße (48° 8′ 35″ N, 11° 33′ 16″ O)                                                                                          |                                        |                                                      | | weitere Bilder                                                         |
| Ying-Yang-Brunnen                                                      | Schwabing-Freimann, Tucherpark (48° 9′ 15″ N, 11° 35′ 54″ O)                                                                                     | 1985                                   | Otto Wesendonck                                      | | weitere Bilder                                                         |
| Zantl-Brunnen                                                          | Maxvorstadt, Odeonsplatz 2 (48° 8′ 35″ N, 11° 34′ 38″ O)                                                                                         | 1985                                   | Walter Hacker                                        | Brunnen der vier Brüder Zantl | Zantl-Brunnen                                                          |
| Zehnflammiger Leuchter                                                 | Lehel, Franz-Josef-Strauß-Ring/Prinzregentenstraße (48° 8′ 37″ N, 11° 35′ 4″ O)                                                                  | 1969                                   | Georg Brenninger                                     | Roter Granit, 4 m breit | weitere Bilder                                                         |
| Ziegelbrennerbrunnen                                                   | Haidhausen, Preysingplatz (48° 7′ 56″ N, 11° 35′ 38″ O)                                                                                          | 1978                                   | Hans Osel                                            | | Ziegelbrennerbrunnen                                                   |
| Zirbelnussbrunnen                                                      | Isarvorstadt, Thalkirchner Straße 54/56/58, im Vorhof des ehemaligen Arbeitsamtes (48° 7′ 39″ N, 11° 33′ 48″ O)                                  | 1912/13                                | Hans Grässel                                         | | Zirbelnussbrunnen                                                      |
| Brunnen an der Zirkuswiese                                             | Schwanthalerhöhe, Theresienhöhe (48° 8′ 11″ N, 11° 32′ 54″ O)                                                                                    | 1972                                   | Roland Friederichsen                                 | Aluminium, 4 m hoch | Brunnen an der Zirkuswiese                                             |
| Zwergbrunnen                                                           | Feldmoching, Feldmochinger Straße / Grashofstraße (48° 13′ 0″ N, 11° 31′ 44″ O)                                                                  | 1924                                   | Georg Müller                                         | Baudenkmal | Zwergbrunnen                                                           |

1. 1 2 3 4  
Koordinaten nach Planlage abgeschätzt. Sollte durch eine Messung vor Ort justiert werden.